# ブローニングM2重機関銃
ブローニングM2重機関銃（ブローニングエムツーじゅうきかんじゅう, 英語: Browning Machine gun, caliber.50, M2）は、アメリカ合衆国で20世紀の戦間期に開発された重機関銃である。
原型である水冷式機関銃をジョン・ブローニングが開発したのが第一次世界大戦末期にあたる1917年～1918年、前身のM1921がアメリカ軍に制式採用されたのは1921年、それを改良したM2の採用が1933年であるが、信頼性や完成度の高さから21世紀に入っても世界各国で生産と配備が継続されている。

## 概要
第二次世界大戦中アメリカで200万挺以上が生産され、大戦以来、現在でも各国の軍隊で使用されている著名な重機関銃である。高い信頼性、ストッピングパワーを持つことで知られる。口径が0.50インチであることから別名“キャリバー50” (Caliber .50) や“フィフティーキャル” (.50 Cal) と呼ばれる。またM2を読み換えたマ・デュース (Ma Deuce) というあだ名もある。
M2は戦車や装甲車、トラックやジープなどの車載用銃架、地上戦闘用の三脚架、対空用の高架三脚銃架、連装、または四連装の動力付き対空銃架、艦船用対空銃架といった様々な銃架に搭載されて用いられ、また、全体を軽量化して発射速度を高める等の改良を施された発展型が航空機用固定機銃、航空機用の手動 / 動力付き旋回機銃架として用いられ、陸・海・空軍を問わず広く配備された。簡単な部品交換だけで左右どちらからでも給弾できることも柔軟な運用を可能にした。
アメリカでは、M2の後継として1950年代後半に車両搭載用途を更新するものとしてM85機関銃が開発されたが、問題が多く、M2の後継とはならないままに終わった。1990年代後半より再び後継用機関銃の開発が進められ、XM312・XM806といった新型機関銃の開発が進んでいたが、2012年に開発が中止された。
結果、設計されて90年以上も経つが、費用を考慮しての基本構造・性能トータル面でこの重機関銃を凌駕するものは、現在においても現れていない。FNハースタル社が代表的な改良型として、銃身交換を容易にしたFN M2HB-QCB (M2 Heavy Barrel-Quick Change Barrel) を開発し、先進諸国を中心に現有M2重機関銃のQCB改修、生産の切り替えが進んでいる。

## 開発
第一次世界大戦への参戦の結果、装甲戦闘車両（戦車）や金属製外皮を持つ全金属製航空機の登場を鑑みて、より大威力の機関銃が必要だと考えたアメリカ外征軍総司令官ジョン・パーシング将軍は、当時のアメリカ軍の標準弾薬であった.30-06スプリングフィールド弾（.30口径7.62mm）を上回る口径・威力の弾薬とそれを用いる火器の開発を要求した。パーシングからの要求の他にも、前線からは砲兵戦闘において大きな脅威となる敵の砲兵用観測気球を射撃できる歩兵部隊用の高精度かつ長射程・大威力の火器が求められていたこともあり、これらの要求を包括できる銃と新弾薬の実用化が急がれた。
この要求に対し、観測気球を射撃することを目的に進められていた弾薬の研究から、まずはフランスおよびイギリスで対気球攻撃に用いられていた11×59mmR Gras弾の導入が検討されたが、これは性能の面でパーシングの要求を満たせず、次いで.30-06スプリングフィールド弾を基に拡大化した.50口径 (12.7mm) の弾薬が開発され、最終的には.30-06弾の拡大形を基本としてドイツの対戦車・対航空機用弾薬である13.2x92mm TuF弾を参考にしたものがウィンチェスター社により.50 BMG弾として完成した。この弾薬を用いる機関銃として1918年にジョン・ブローニングが完成させたものが、水冷式のブローニングM1917重機関銃を拡大改設計した“ブローニング・ウィンチェスター.50口径重機関銃 (Browning Winchester Cal.50 Heavy Machine Gun) ”で、この機関銃はアメリカ軍に採用されて“Model 1918”の仮制式名が与えられたものの、同年に戦争が終結したため、量産と配備は行われなかった。
大戦後の1921年になり改めて制式化されたブローニング・ウィンチェスター.50口径重機関銃には「M1921」の制式名が与えられ、アメリカ軍への導入が進められた。戦間期の軍縮による予算の縮小により当初の予定ほどには装備されなかったものの、その威力と射程は様々な標的に対し大いに有効であった。しかし、M1921には連続射撃を繰り返すと水冷式にもかかわらず銃口部が加熱して暴発が多発するという問題点があり、改良型の「M1921A1」が開発されたものの、なおも“給弾方向が一方に限られる（機関部左側からのみ可能）”ことによる運用上の不満点が多く挙げられた。また、M1921の装備を希望する部隊・部署によって重視する点が異なっているためそれらに対処するためには派生型を多数開発せねばならず、戦間期の限られた予算規模ではいずれにも十分な数が揃えられない、という問題もあった。
上述の問題に対処するため、陸軍省兵器部長室産業部門小火器部門技術課主任(
chief of the Engineering Section, Small Arms Branch, Industrial Division of the Office of the Chief of Ordnance, Department of the Army)であるグリーン博士(Dr. S. G. Green)により、1933年にはM1921A1のさらなる改良型が開発された。この新しい.50口径機関銃はM1921の構造を基本的に踏襲しつつ、共通の機関部を基礎として給弾方向と銃身および撃発装置を用途に合わせて容易に変更できるようにしたもので、これがCal.50 M2である。
M2では肉厚の銃身とすることで銃身の過熱に対する耐久性を向上させた空冷型も開発され、「M2 HB」（Heavy Barrel：重量型銃身の意）の制式名が与えられた。1938年の本格調達開始以後、水冷型に替わって地上部隊向けの標準的なモデルとなり、HB型は単に"M2"と呼ばれるようになり、"Cal.50 M2"といえばこのモデルを指すようになっている。 
M2よりの直接の派生型としてではないが航空機搭載型も開発され、「Cal.50 AN/M2」の制式名が与えられてアメリカ軍の主力航空機関銃となった。AN/M2は発射速度と信頼性を向上させた改良型の「Cal.50 AN/M3」に発展し、M3の更なる発展型として「GAU-15/A(XM218)」「GAU-16/A」「GAU-18/A」「M3M/P」といった各種改良型が開発されている。

（「ブローニングM2重機関銃#AN/M2」および「ブローニングM2重機関銃#AN/M3の節参照）

## 特徴
M2重機関銃はクローズドボルト形式の閉鎖機構を持ち、ショートリコイル方式で作動する弾帯給弾式機関銃で、その設計は基本的に原型のM1917機関銃と同様であり、作動部品の各部構成もほぼM1917と同一であるが、使用弾薬の大口径化に伴って“リコイルバッファー(英語: Recoil Buffer)”と呼ばれる油圧式の緩衝装置が追加されている点が異なる。
装填は銃本体のフィードカバーを前方へ押し上げて弾帯の第1弾を給弾口に差し入れた後、フィードカバーを閉じ、機関部側面にあるコッキングレバーを後方へ引く必要がある。カバーを開けずに装填することも可能であるが、この場合は第1弾を給弾口に差し込んだ後にコッキングレバーを二度引かないと薬室に初弾が入らない。なお、給弾方向（弾帯の挿入方向）は簡単な部品の変更と組み換えで左右どちら側にも任意に変更することが可能で、コッキングレバーも簡単な作業で左右任意の位置に変更することができる。発砲後の排莢は機関部の下方に行われ、弾帯の金属製分離式リンクは給弾口の反対側に排出される。銃身は銃の前方からねじ込まれており、ボルトを手動で約16分の1インチ後退させると手で回せる状態になり、抜き取り・装着、さらに後述の頭部間隙調整を行える。
発射は後部に露出する逆Y字型のトリガー（"butterfly trigger"と呼ばれる）を親指で押す押金式となっている。M2には連 / 単射の切り替え機能はないが、連射はトリガー下のボルト・ラッチ・リリースを解放状態で固定することで可能とする方式で、ボルト・ラッチ・リリースを解放状態にしなければ作動は1発のみで停止し、ボルトが後退位置で止まる。再度の発砲にはボルト・ラッチ・リリースを改めて解放してボルトを前進させる必要がある。これにより実質的にセミ／フルオートの選択が可能である。この機能を活用して、弾薬を浪費せずに照準調整（零点規制もしくはゼロイン）を行える。射撃時にはトリガー両脇にあるハンドルを握って保持するが、トリガーを押し込むこと自体は片手だけでも可能である。なお、M2には元来はトリガーや発射機構を固定する安全装置（セイフティ）は備えられていないが、近年の改修型（M2A1）では安全装置が追加されている。
設計上の射撃速度は450－600発 / 分だが、連続射撃に伴う機関部と銃身の過熱から持続発射可能数は40発程度で、銃身は100発程度の発砲で温度が約130-230 ℃に達する。これにより、銃身底部と機関部の間隔を調整する頭部間隙（ヘッドスペース、head space）の調整と、撃発と排莢のタイミングを最適化するタイミング調整という作業が必須となる。これを怠ると命中精度が著しく損なわれる他、排莢不良や過大な発射ガス漏れによる射手の負傷など、事故へとつながる。調整にはそれぞれ専用のシックネスゲージを用いて行われる。本稿冒頭で紹介したFNハースタル社のFN M2HB-QCBは、この調整作業を省略できるようにした改良である。通常は5－7発程度の弾数を断続的に射撃する（バースト射撃）ことを繰り返す形で運用される。

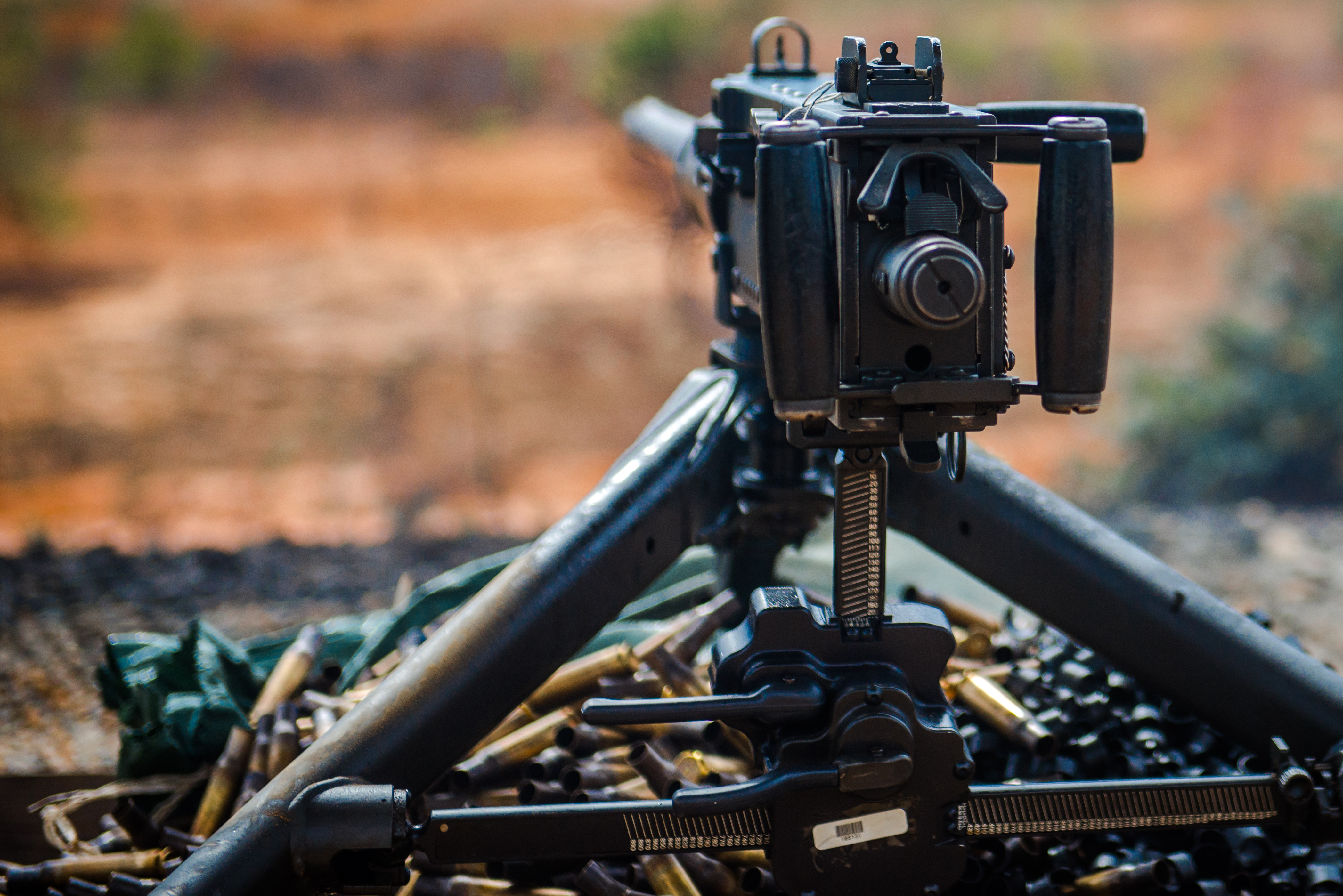
機関部後面より グリップの上部中間にあるヘの字型のものがトリガーで、その下にあるノブがボルト・ラッチ・リリース
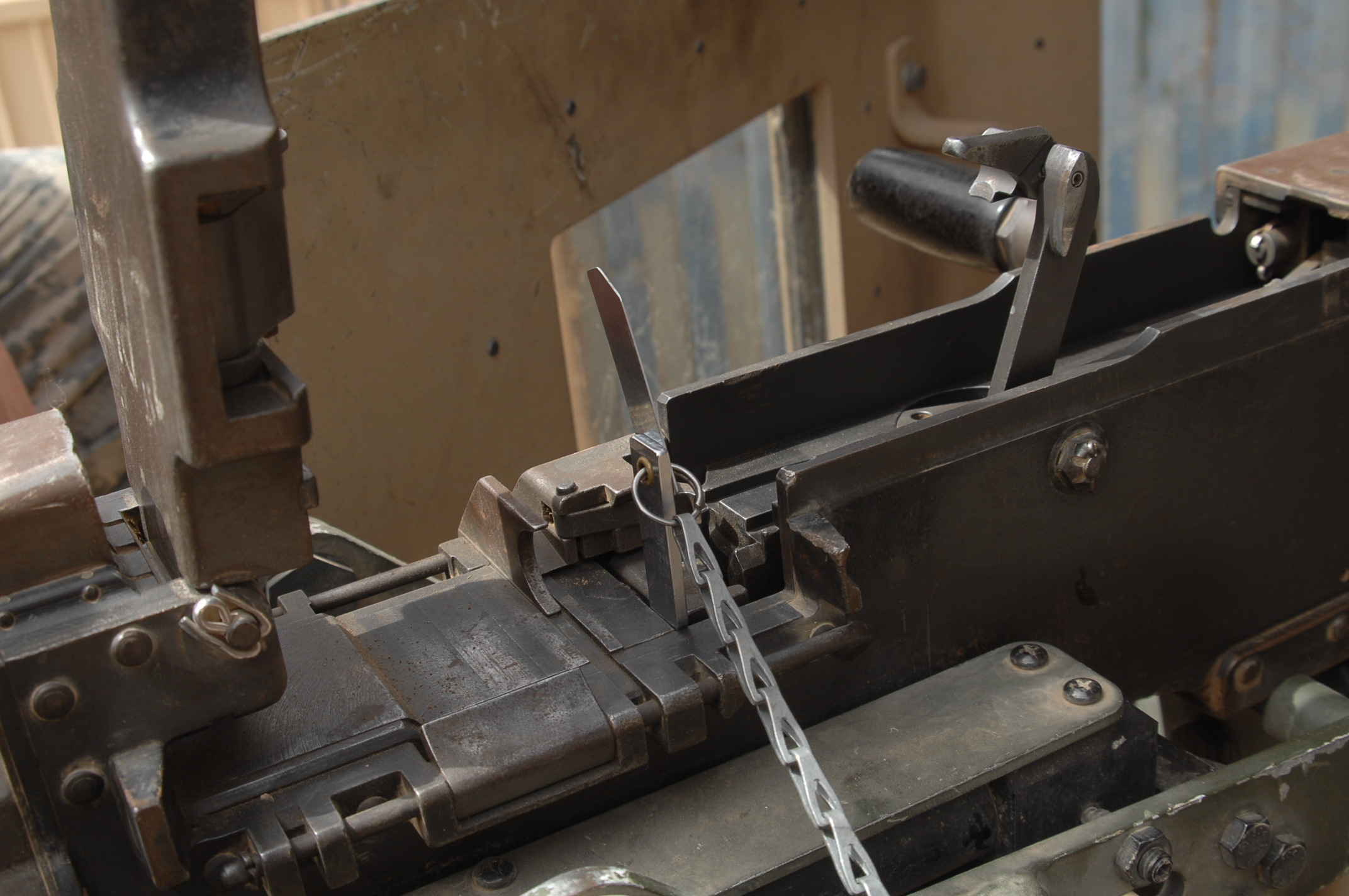
フィードカバーを開いた状態 タイミング調整用のシックネスゲージが差し込まれている

## 運用
歩兵の場合、M2は3名のチームで運用するためEn:Crew-served weapon（CSW）の一種である。基本的構成として用いられる三脚は対地攻撃用のM3三脚架(現在はM205三脚へ代替中)で、この他、対空機銃として用いるための地上設置型マウントが各種ある（後述「銃架」の節参照）。
なお、軽機関銃や分隊支援火器のもののように銃自体の付属品として装備される二脚とは異なり、M2用の三脚架はそれ自体に個別に制式番号のつけられる、独立した装備品である。ただし、M2を三脚架を用いずに本体を直接射手がハンドルを保持する等の運用法で射撃することは、重量・発射反動の点から実際には不可能であるため、M2が本体のみで銃架を用いずに運用されることはない。
M2は装甲車両に装備される機関銃としても標準的な存在であり、M60パットン・M1エイブラムスなどの戦車やM113・M109といった装甲戦闘車両では主に車長用武装として車長用展望塔（司令塔）に、ソフトスキン車輌ではキャビン上にマウントリングを追加して自由に旋回させられるようにして装備している。さらに、近年はM2を搭載した遠隔操作銃座（RWS）が複数種開発され、ストライカーICVなどの車輌に搭載されている。

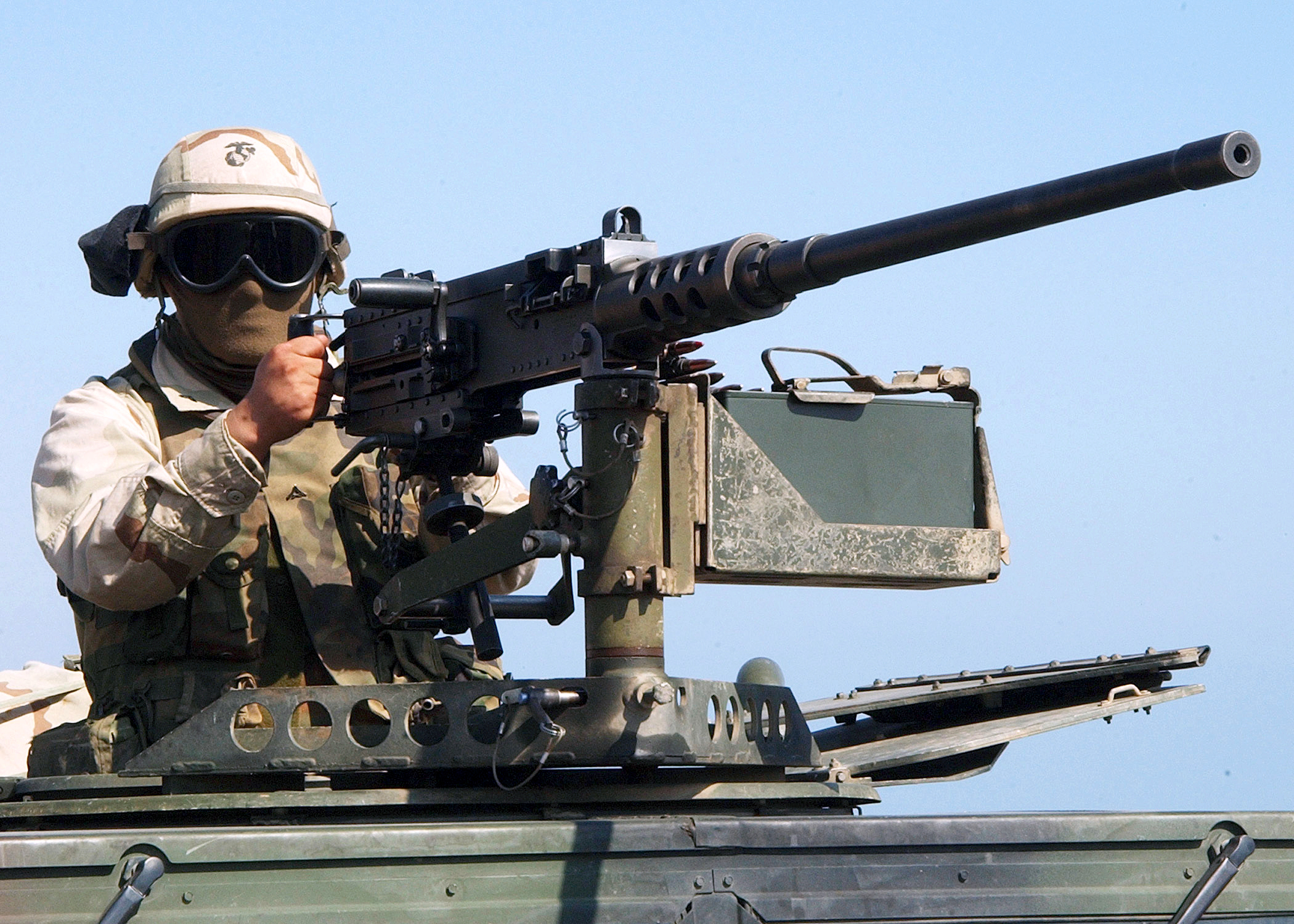
車載銃架上のM2を構えるアメリカ海兵隊兵士
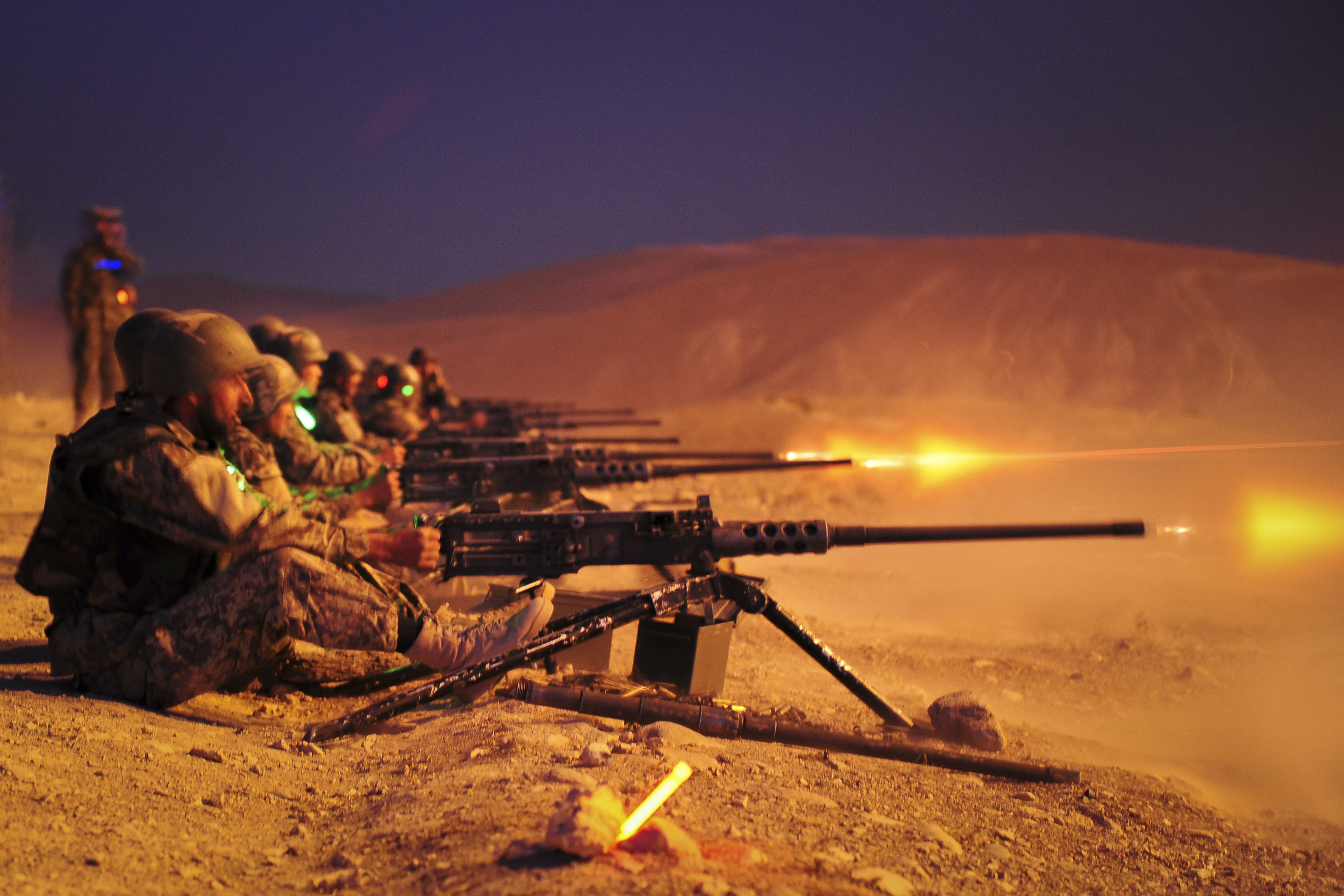
地上用三脚に架装されたM2の夜間射撃訓練を行うアフガニスタン国軍兵士。曳光弾の軌跡を見ながら照準修正を行っている。
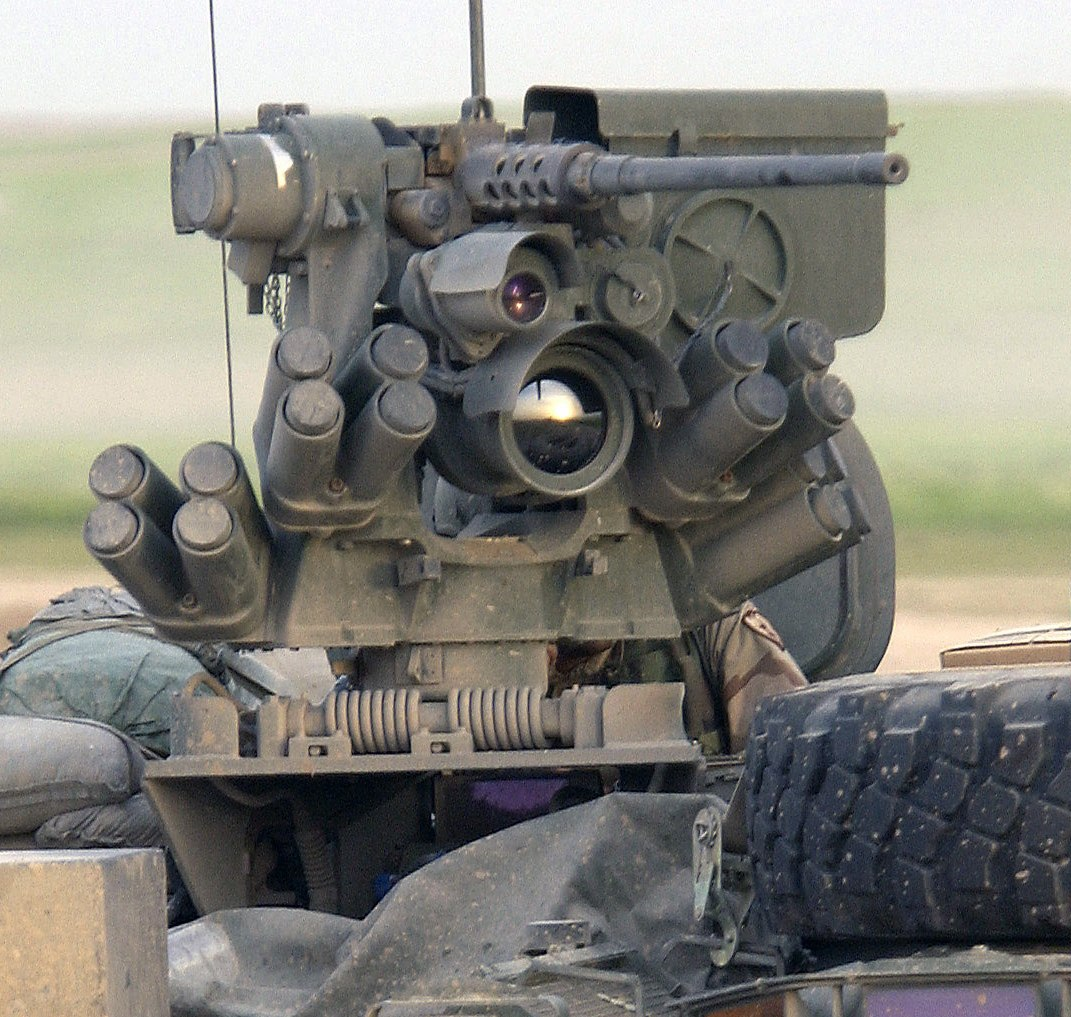
ストライカー装甲車のM151 RWSに設置されたM2

### 航空機銃として
M2の航空機搭載型としての派生型であるCal.50 AN/M2（後述）は、第二次世界大戦中に使われたアメリカ軍航空機の代表的な武装でもあった。AN/M2は弾道特性の良好さと開戦当初はまだ主流であった7mmクラスの航空機銃と比較して大口径大威力であったことから大きな効果を示したが、航空機銃として見ると列国のものの中では使用弾薬の口径と発射速度に比して銃本体が大柄で重く、弾薬給弾方式を銃本体の給弾機構にのみ依存しているため、高いGのかかる空中戦では空戦機動時にベルトリンクが捩れることによる装弾不良が頻発、ベルトリンクや装備方法に改良が加えられたが、完全とはいえなかった。アメリカ陸海軍では20mm口径の航空機関砲への移行を計画したが、十分な性能と信頼性を持ったものが導入できず、大戦を通じてAN/M2が主力航空機関銃として用いられることになる。
このため、航空機には1機当たり多数を搭載することで火力を補い、装弾不良の発生で火力を失う事態を避ける工夫が成された。中でもA-26は、前方固定のM2を14門（加えて旋回機銃として連装機銃2基、合計18門）装備することにより機体性能も相まって圧倒的な攻撃力を得た。アメリカの開発した初期のジェット戦闘機においてもAN/M2、およびその改良型のAN/M3が多連装で搭載されている。しかし、炸裂弾頭を用いることのできない12.7mm機銃弾では同時発射数で補ったとしても口径20mm以上の機関砲に火力で劣るため、第二次世界大戦後は20mm口径の航空機関砲への移行が本格的に進められ、ポンティアック M39リヴォルヴァーカノン、そしてM61 モーターガトリング砲といった20mmクラスの航空機関砲に取って代わられていった。
第2次世界大戦 / 朝鮮戦争の後においても一部の大型爆撃機は防御武装として機銃を搭載しており、ベトナム戦争に際しては北ベトナム領内への戦略爆撃（北爆）に参加したB-52D爆撃機が機尾に装備したAN/M3の4連装銃座でMiG-21戦闘機を撃墜する戦果を挙げている。
現在ではアメリカ軍の固定翼機でこの銃を搭載する機種は運用されていないが、アメリカ海兵隊ではUH-1N、CH-46E、CH-53Eなどのヘリコプターにドアガンとしてキャビン内から乗員が対地射撃をする際に使用している。他にブラジル製軽攻撃機A-29スーパーツカノはM3P 12.7mm機銃を固定機銃として運用している。

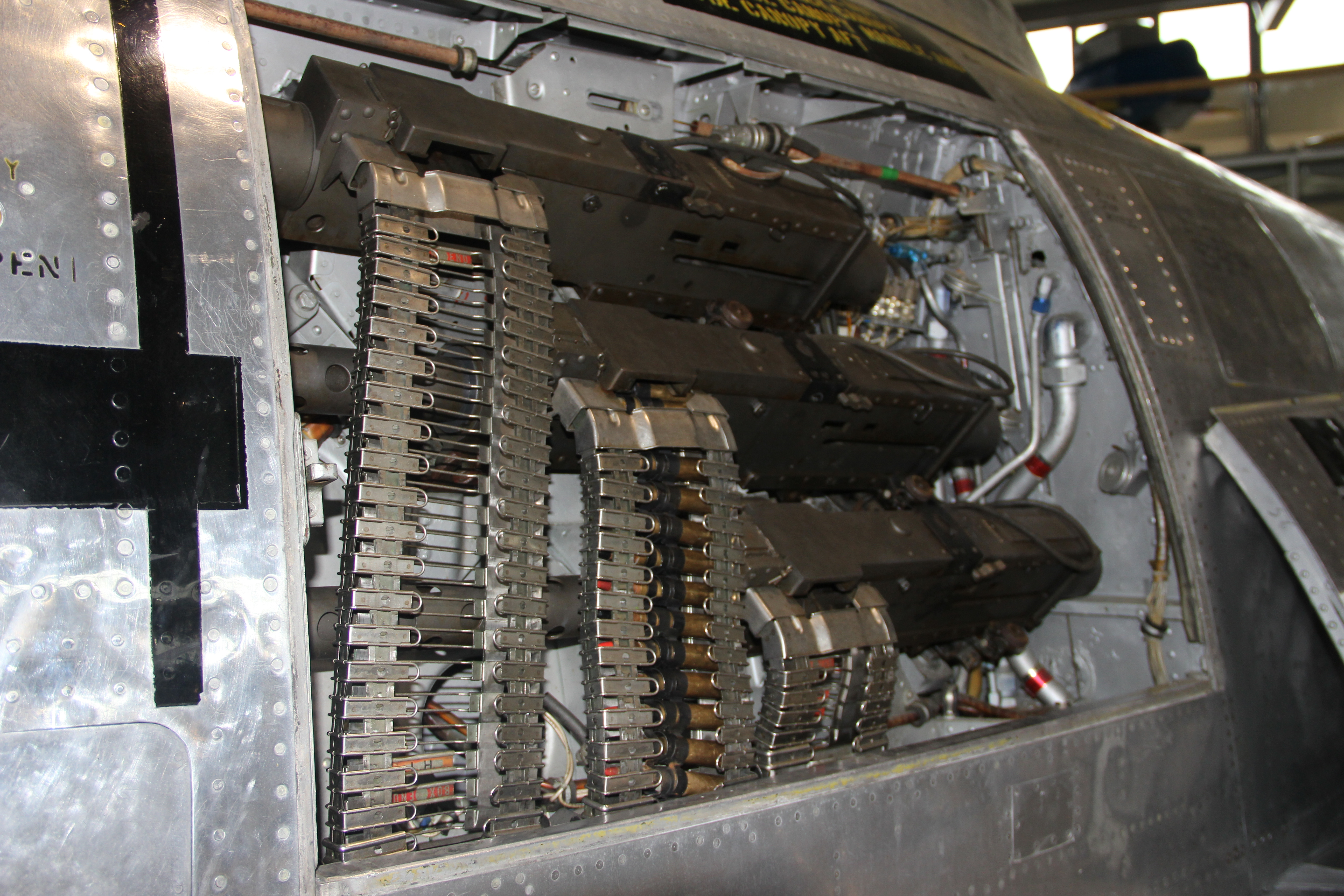
F-86 セイバー ジェット戦闘機の機首に搭載されたAN/M3
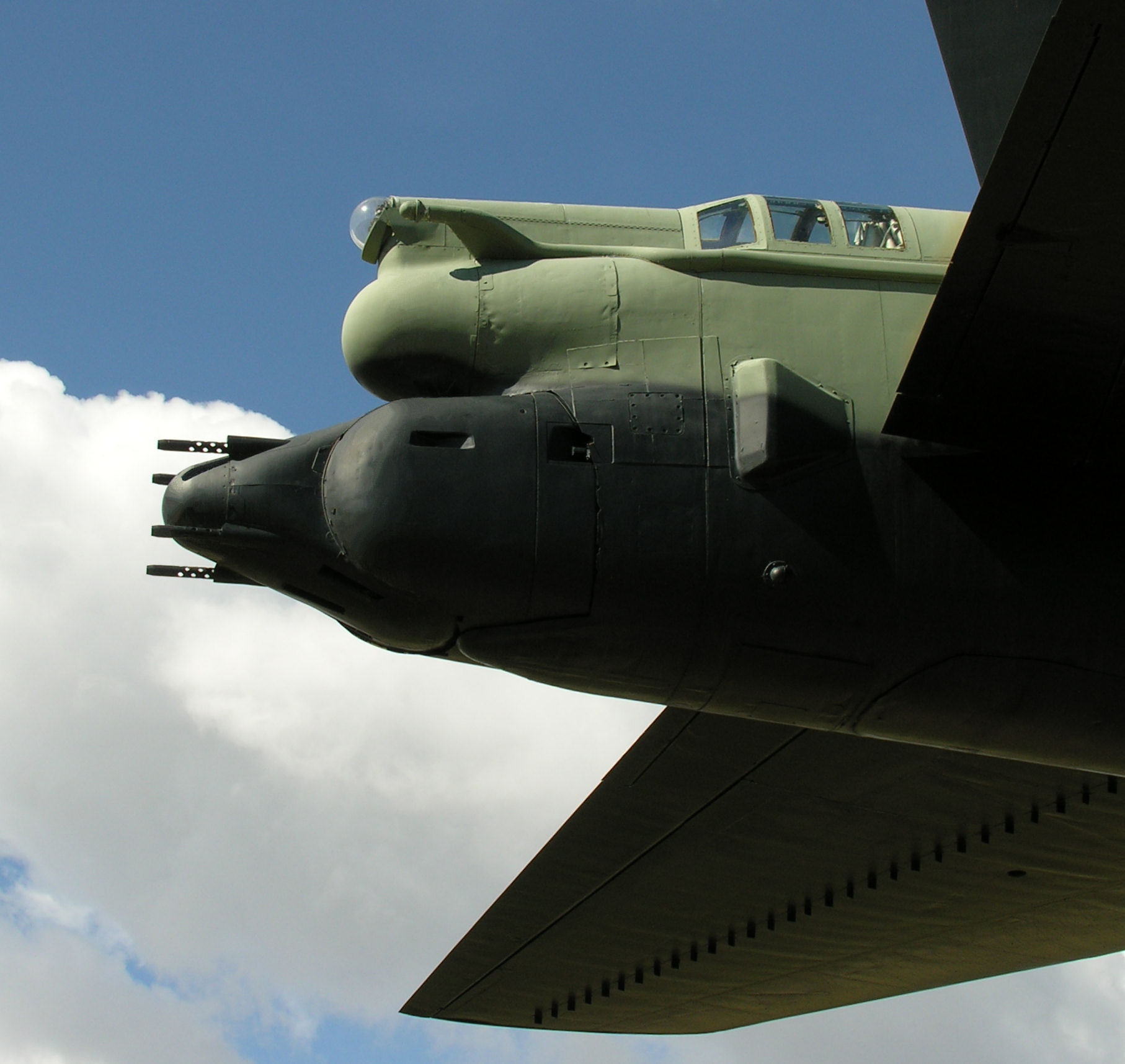
B-52D爆撃機の尾部銃座 AN/M3が4連装で装備されている
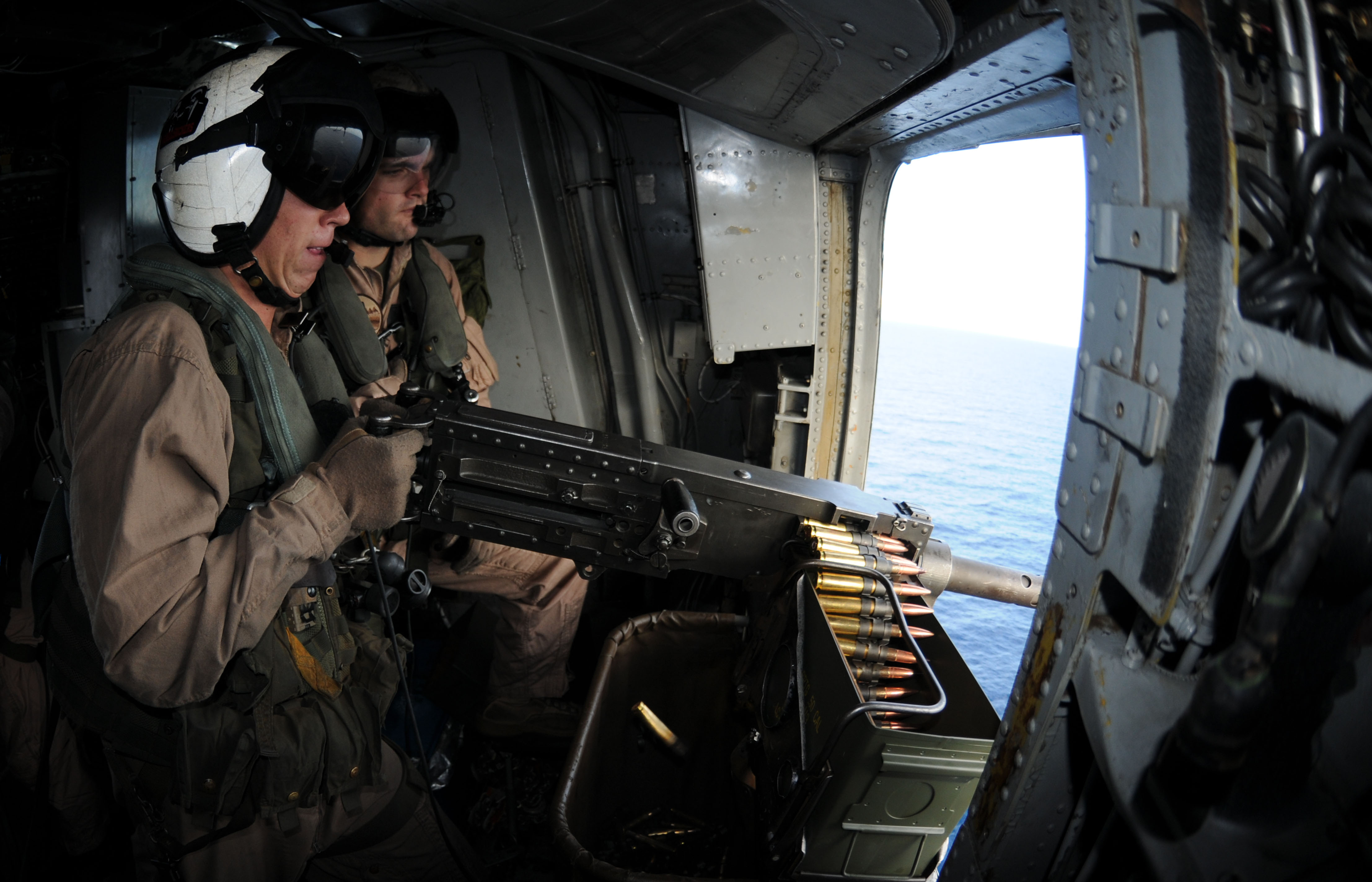
CH-53Eのキャビンに搭載されたGAU-15/Aを射撃するアメリカ海兵隊兵士。弾着を見ながら照準修正を行っている。
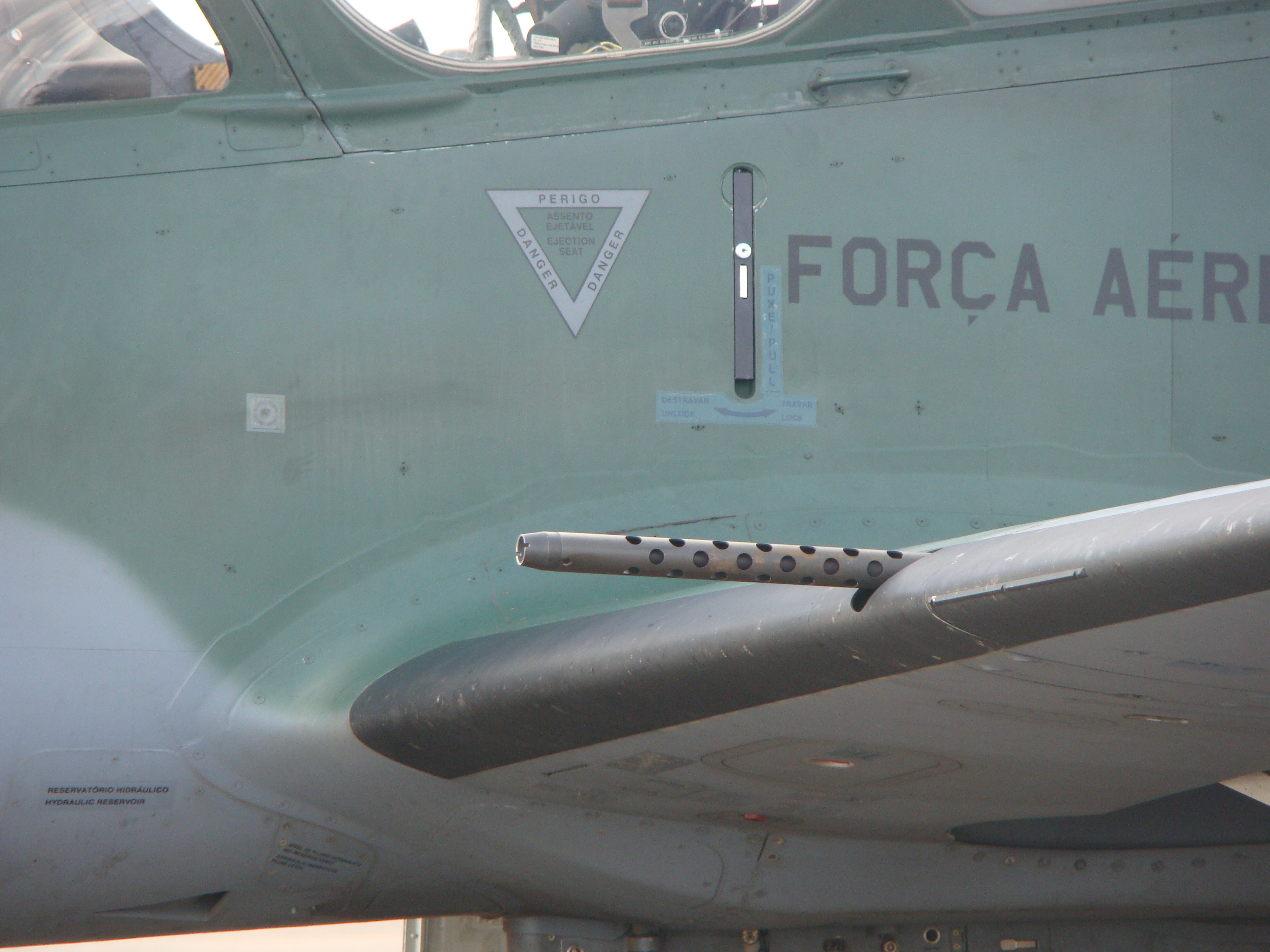
A-29スーパーツカノ攻撃機の主翼に装備されたM3P

### 艦載機銃として
M2は制式化当初より水冷銃身型が艦艇に搭載する対空機銃として用いられた。航空機銃同様、第2次世界大戦とそれ以後は20mm口径の機関砲に代換されていったが、小型艦艇に対する近距離攻撃兵器としては艦載兵装として運用され続け、哨戒艇の主武装としても用いられた。
艦艇に装備されたM2は単装もしくは連装の銃架に搭載して用いられたが、1960年代に開発されたものに小型艦艇用として反動緩和装置付きの銃架に81mm後装式迫撃砲と縦列連装でM2を搭載した"Mk.2 Mod 0/1 mortar/gun mount"があり、ベトナム戦争において主に哨戒艇に搭載されて近距離兵装として用いられた。
M2は現在でもアメリカ海軍の一部艦艇に個艦防衛の最終防衛ラインの一翼を担う兵器として装備されている他、アメリカ沿岸警備隊も使用している。巡視艇などの小型艦艇の装備には遠隔操作式銃座（RWS）のものもある。

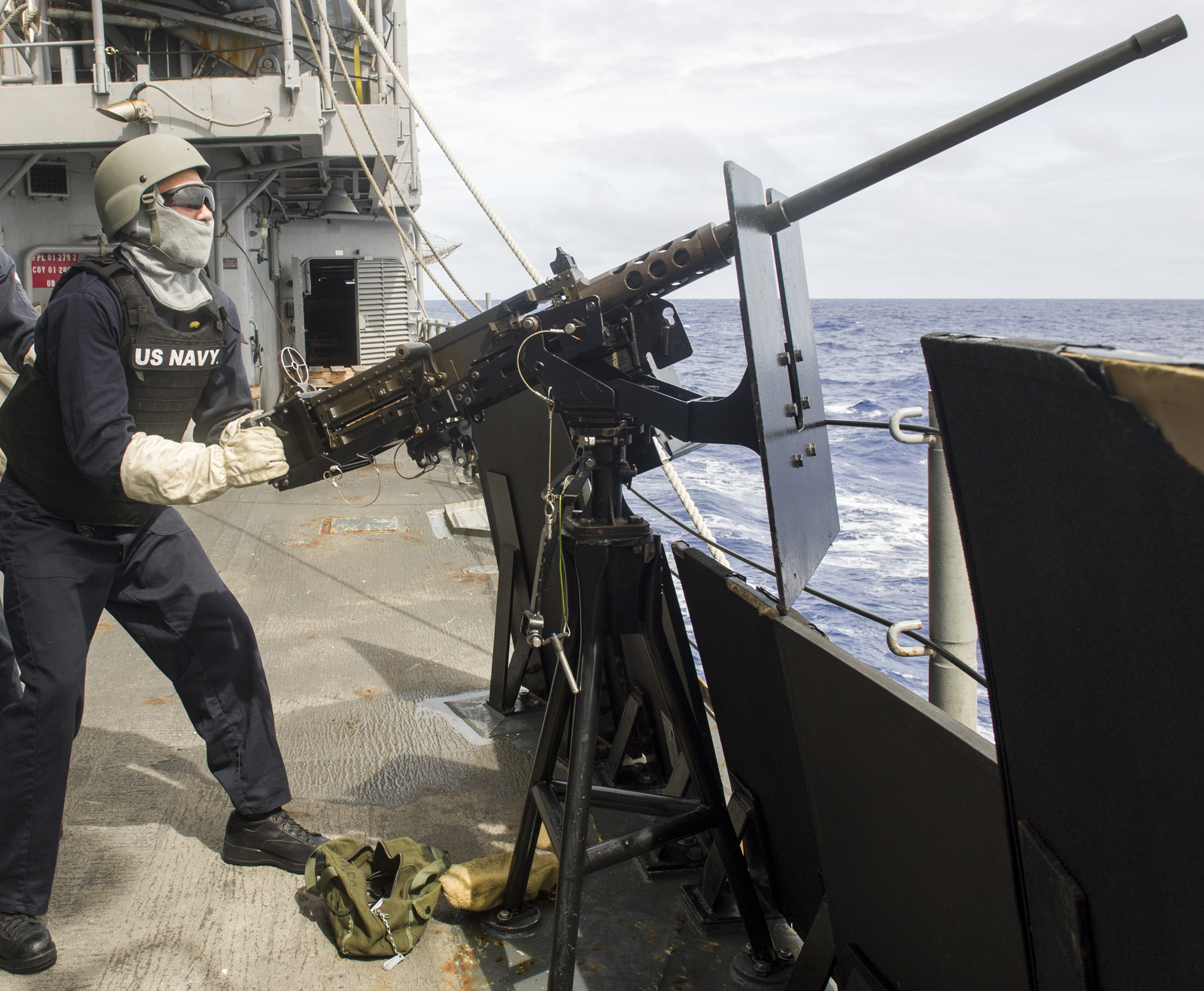
イージス巡洋艦 USS レイク・シャンプレイン(CG-57)の舷側に装備された単装銃架に搭載されたM2。 （2017年2月2日撮影）
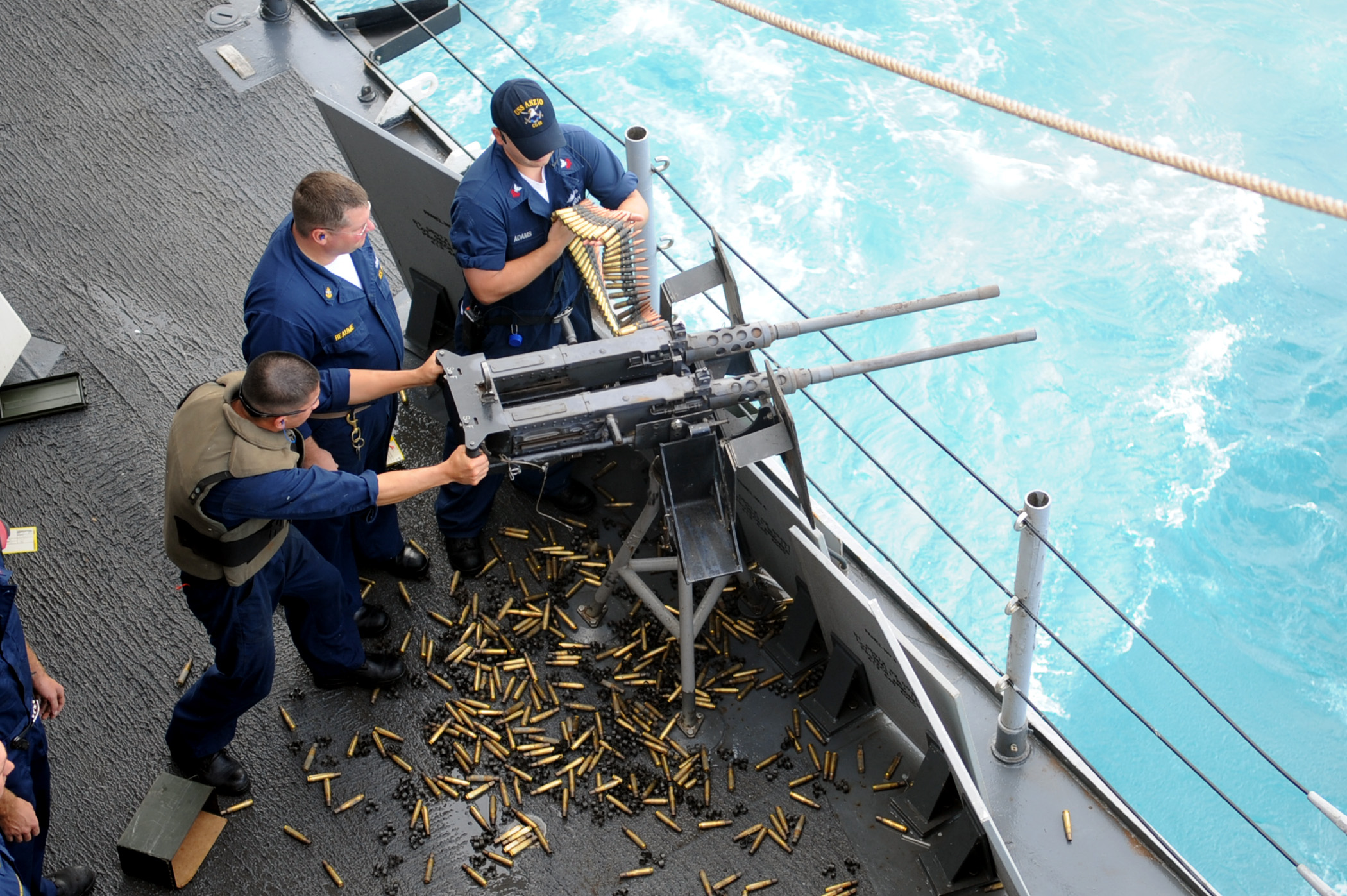
巡洋艦 USS アンツィオ(CG-68)に装備されている艦艇搭載タイプの連装銃架に搭載されたM2。並列連装のため給弾の方向と、コッキングハンドルの取り付け面が左右で異なる。撮影時には左側の銃だけで射撃しており、発砲にともなって左側の銃の銃身が後座しているのが分かる （2009年9月15日撮影）
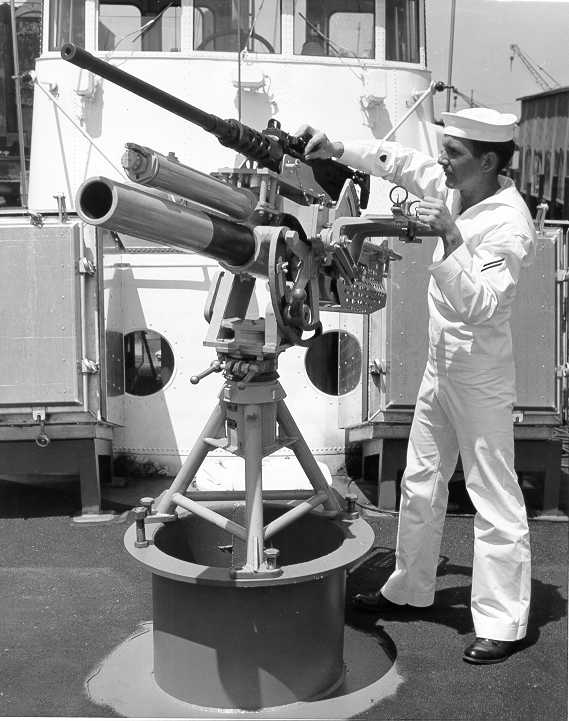
アメリカ沿岸警備隊の哨戒艇に搭載されているMk.2 Mod1 mortar/gun mountと上部に架装されたM2 HB
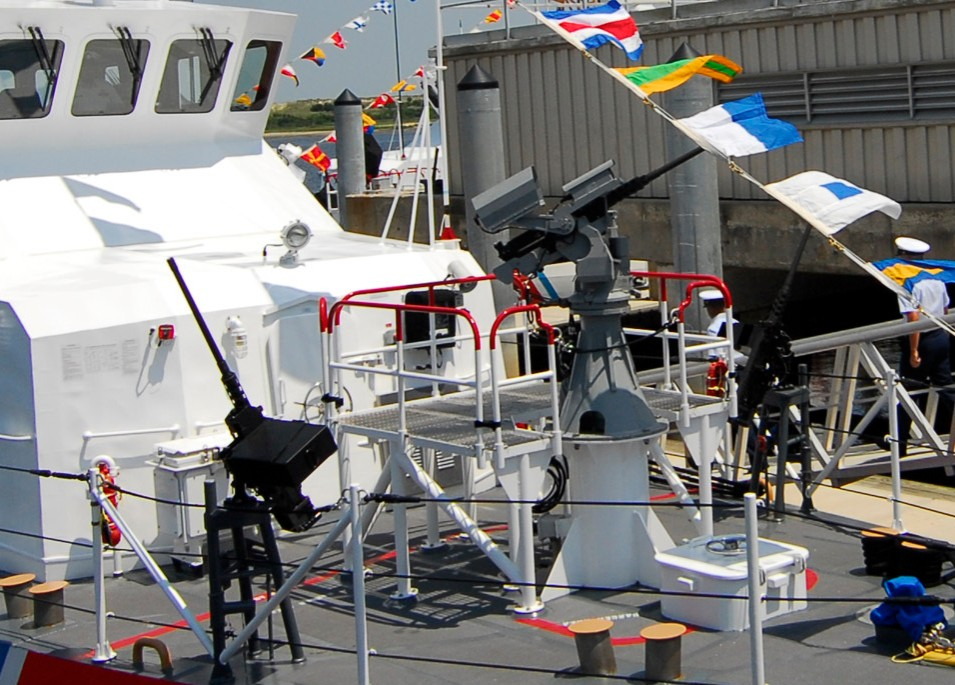
アメリカ沿岸警備隊巡視艇 マリンプロテクター型沿岸警備艇の艇首甲板に装備されているRWS。M2 HBが搭載されている。 RWSの両脇にはM2の単装銃架が配置されている。 （2009年7月2日撮影）-^0iou

### 長距離狙撃兵器として

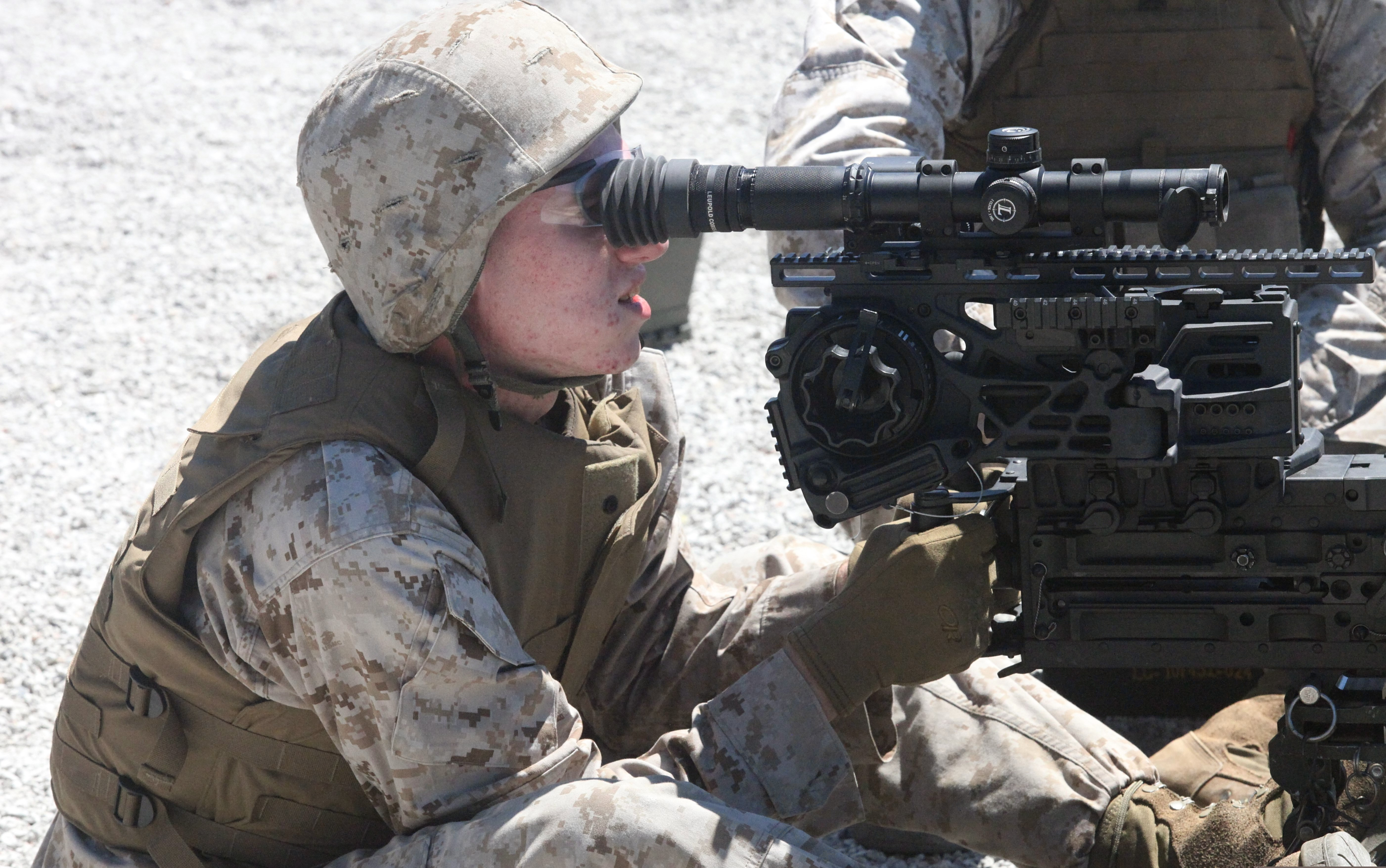
リューポルド Mk.8 光学照準器を装着した複合マウントを載せたM2を撃つアメリカ海兵隊員

ベトナム戦争において、後に確認殺害戦果93を挙げたアメリカ海兵隊のトップ・スカウト・スナイパーであるカルロス・ハスコックが、この重機関銃の射程の長さと威力に注目して前線基地で単発狙撃に使用し、7.62mm弾よりも弾道特性が良好で射程も威力も充分であると報告している。
実際に、この時の狙撃は当時の最長距離の狙撃記録を大きく上回り（約2,300m）、その35年後に元から狙撃用として作られた対物ライフルによって、やっとこの記録は破られた。この銃は長時間の射撃に耐えるために長く重い銃身（ブルバレル）を持ち、三脚による固定と本体重量の恩恵で単発射撃では反動の問題もほとんどなく、発射速度が機関銃としては比較的遅いことから、トリガーでセミオート、フルオートのコントロールをするのが容易であったという。銃身・弾薬の精度は比較的高く、構造上も他の機関銃に比べれば狙撃に向いている。これは、ハスコックのオリジナルではなく、古くは朝鮮戦争の長期に亘る山岳戦において、長距離での狙撃に使われている。そこではブリーチをロックしてセミオート化し、上部にテレスコピックサイトを追加する事で、据付の長距離狙撃銃として使用したという記録が残されている。

### フォークランド紛争での運用と狙撃運用説について
本銃が活躍した例としてフォークランド紛争でのアルゼンチン軍の防衛戦術がある。1982年6月11日にイギリス軍第3空挺大隊は夜陰に紛れてロングドン山地へ進軍し、西側の山頂”フライハーフ”に到達したものの、21:30ごろ周囲のアルゼンチン軍陣地に捕捉され、105mm無反動砲や迫撃砲による砲撃に加え、暗視装置を装備した狙撃兵による狙撃とともに遮蔽壕からM2重機関銃による猛射を浴び、狭い稜線上でほとんど身動きができない状態に陥った。これに対しイギリス軍は砲兵に支援を要請したが、強固な天然岩盤に囲まれたアルゼンチン軍陣地にはあまり効果がなく、最終的に7.62mm汎用機関銃で支援された歩兵がアルゼンチン軍火点に対戦車兵器や手榴弾と銃剣突撃による直接攻撃を敢行し、これを攻略した。イギリス軍は18人の戦死者と約40名の負傷者を出すなど、出血を強いられた 。
上記のアルゼンチン軍の重機関銃運用を、通常の射撃ではなく「単発狙撃」であったとする記述が、一部の日本語文献には見受けられる。しかしフォークランド紛争、重機関銃、狙撃銃、狙撃手などに関する英文書籍やその日本語訳書籍には、「フォークランド紛争での重機関銃による単発狙撃」についての言及が見当たらない。上述したように朝鮮戦争やベトナム戦争でM2を単発狙撃に用いたことは知られているが、フォークランド紛争でM2を狙撃に用いたと述べている英文文献はない。
また「フォークランド紛争での重機関銃の狙撃運用がきっかけとなって対物ライフルが開発された」とする説も、一部の日本語文献には見受けられるが、これも英文文献やその和訳書では言及されていない。

### ドローン対策として
2022年ロシアのウクライナ侵攻では、双方がドローンを使用。ウクライナ側は、都市を攻撃するドローンへの対抗手段として、M2ブローニング重機関銃を中心とした火器を使用。さらにM2ブローニング重機関銃と各種センサーとAIを組み合わせた自律型の自動砲塔まで構築した。

## 日本におけるM2重機関銃

### 日本軍での使用
太平洋戦争ではアメリカ合衆国と干戈を交えることになった大日本帝国だったが、陸軍航空部隊を中心に、旧日本軍でも航空機関砲（固定式・旋回式）としてブローニング系機関銃やその改良型が大々的に使用された。

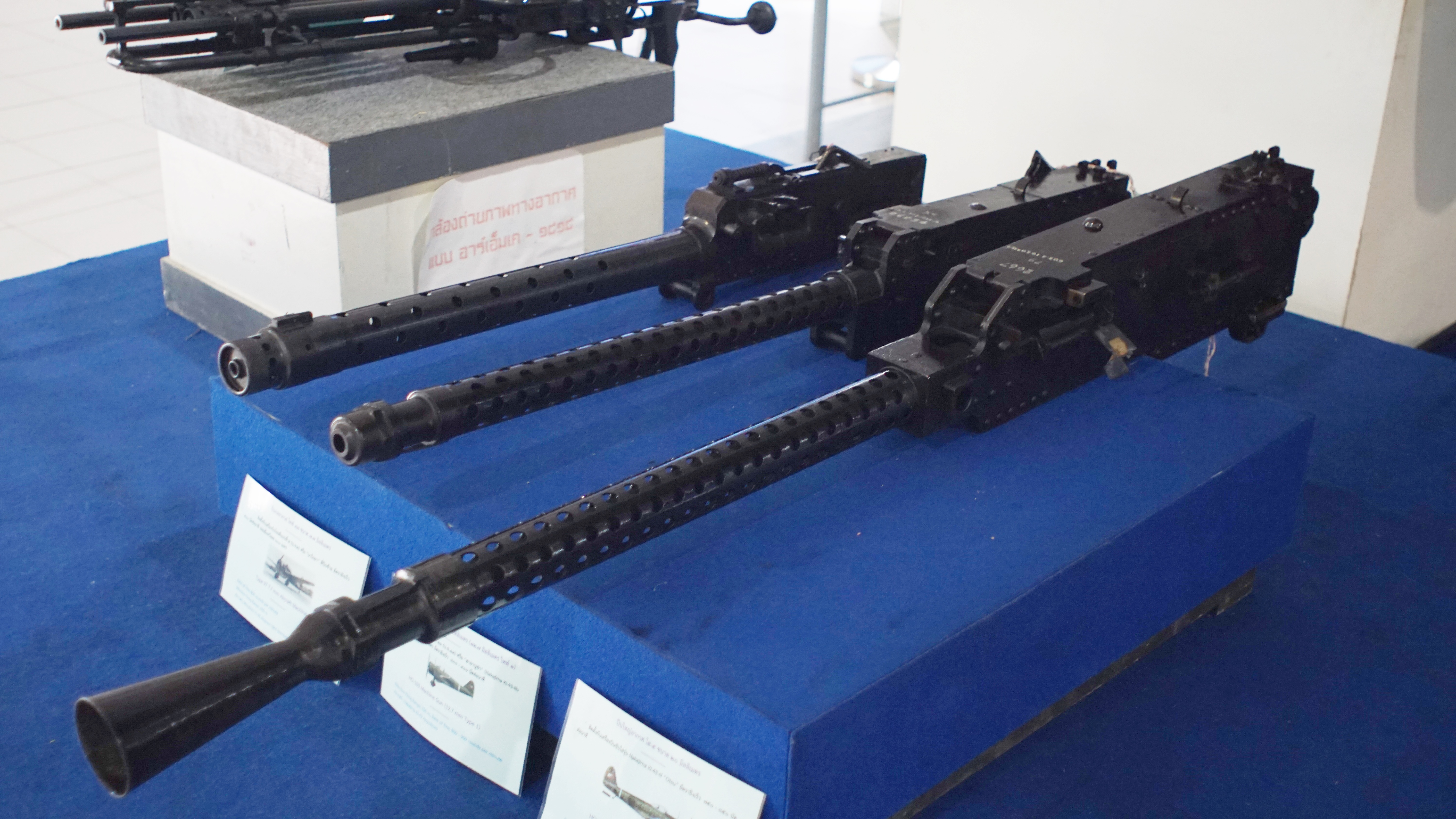
手前がホ5 二式二十粍固定機関砲、中央がホ103 一式十二・七粍固定機関砲（タイ王国空軍博物館収蔵品）

ホ103
陸軍は、M2重機関銃の航空機搭載型であるAN/M2（MG53-2）をベースとしつつ、実包をブレダSAFAT 12.7mm重機関銃の規格（12.7x81mmSR）に変更するなど独自の改良を施したホ103（一式十二・七粍固定機関砲）を採用し、一式戦「隼」を始めとする太平洋戦争初中期の大半の陸軍戦闘機に装備した。
ホ103はM2と比べ、砲自体が一回り小型軽量かつ発射速度に勝るものの、代償として弾頭が少々軽くなり、威力と初速で劣った（代わりにM2には無い榴弾「マ弾」が使用可能）。また、M2の欠点は火力のわりに航空機関砲としては大きく重いことだったが、ホ103はその重量を大きく下回ることに成功した。

ホ5
更に陸軍は、より高威力な20mm機関砲の開発に着手し、12.7mmのホ103をベースに20mm弾（20x94mm）に対応するように拡大改良したホ5（二式二十粍固定機関砲）を開発採用、四式戦「疾風」を始め、太平洋戦争中期以降に登場する多くの陸軍戦闘機が装備した。
ホ5は、口径20mmながら口径12.7mmのM2とほぼ同寸法同重量に収められ、発射速度や初速も優秀かつ口径相応の大威力を持つ。

三式十三粍固定機銃
海軍でもM2をベースに、オチキス（保式）系である九三式十三粍重機関銃の銃身と13mm弾（13.2x96mm）を用いる三式十三粍固定機銃として採用したが、搭載機は大戦後期登場の零戦五二乙型以降の少数の海軍戦闘機のみに留まった。こちらはM2と比べサイズや重量はほぼ同等で、発射速度に勝りかつ弾頭重量が大きく一発あたりの威力で上回るが初速は犠牲になっている。

### 第二次世界大戦後における使用
第二次世界大戦後、日本が再軍備を進めるとM2もまずはアメリカ軍よりの供与品として装備された。供与品の他、住友重機械工業の田無製造所で1984年からライセンス生産が行われている。
陸上自衛隊では主に戦車・自走砲・装甲車などの車載機関銃や対空用として「12.7mm重機関銃M2」という名称で採用して各部隊が装備しており、年間80挺を新規調達している。M3銃架は96式40mm自動てき弾銃と互換性がある。対空兵器として地上設置する場合はM63対空銃架を使用する。現在では前述のQCB仕様のものが調達されている。調達価格は約530万円である。
海上自衛隊では創設間もない時期の護衛艦や哨戒艇などに数挺搭載していたが、威力不足と短射程を理由に一時期搭載する艦艇はなくなった。しかし、北朝鮮の不審船事件などを受けて、皮肉なことに現役艦載武器の威力過剰 が問題とされて、小目標に対する適切な火力を有する本銃が再び搭載されるようになった。なお、M2は艦艇固有の装備ではなく搭載品として扱われている。水上艦艇用機関銃架（遠隔操作型）に搭載してのRWSとしての運用も行われている。航空自衛隊でも本機関銃を四連装としたM55機関銃トレーラーを基地防空用として採用した。
海上保安庁でも創設当時から運用しており、「13ミリ機銃」と呼称され、多くの巡視艇に装備された。現在でも13mm単銃身機関銃として巡視船や巡視艇に搭載されている。
2013年（平成25年）12月18日、メーカーの住友重機械工業において、5.56mm機関銃（ミニミ軽機関銃）・74式車載7.62mm機関銃・12.7mm重機関銃（ブローニングM2重機関銃）の3種で少なくとも合計5,000丁にものぼる試験データ改竄が発覚。同社は5ヶ月の指名停止処分となった。
2021年4月、住友重機械工業が機関銃の生産から撤退することが公表された。機関銃のメンテナンスや整備用の部品の生産は続ける方針。

## 各型および派生型

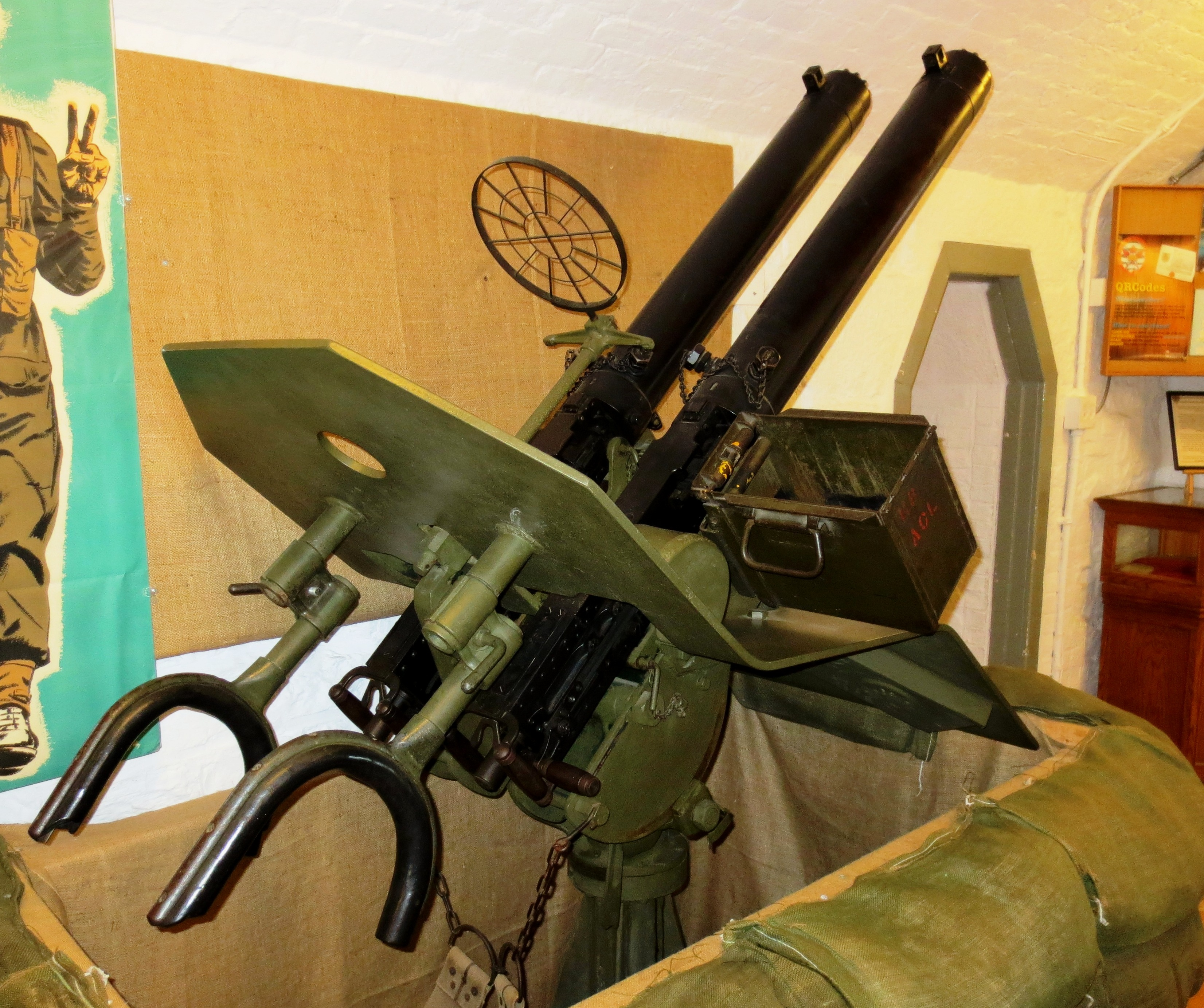
連装対空銃架に搭載されたM2

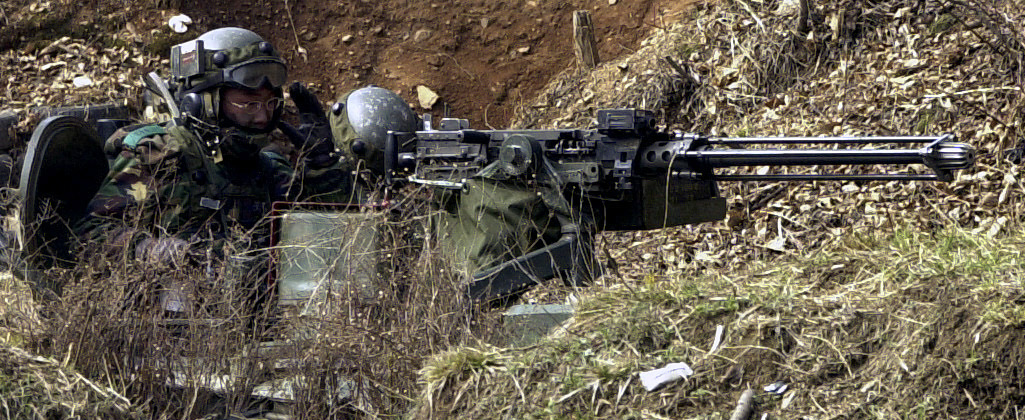
空包発射補助具を取り付けたK6

Browning Winchester .50 caliber Heavy Machine Gun
1918年に製作された試作型。銃身は水冷式。ブローニングM1917重機関銃を拡大改設計し、大口径化に伴う改良を加えたものとなっている。
"M1918"の仮制式名称で採用されたが、量産は行われなかった。
M1921
1921年に.50口径機関銃として初めて制式化され、1926年より量産 / 配備された型。Cal.50 HMG(M1918)の各部に改修を加えたもの。
M1921E1
バレルジャケットを冷却孔の開いた空冷式とした航空機搭載型。
（「#AN/M2」の節参照）
M1921A1
1929年に開発され1930年に採用された改良型。既存のM1921は全て-A1に改修されている。
M1921に比べ各所に改良が加えられているが、ボルトに直結していたコッキングハンドルを可動式のプレートを介したレバーとしたことによりてこの原理を用いてより少ない力で引けるようになったこと、連続射撃を行うと銃身先端が加熱する問題に対処するために銃口部分に"muzzle radiator"と呼ばれる冷却装置が装着されたことが大きな改良点である。
M1921 W.C.
海軍向け水冷銃身型。"W.C."とは"Water Cooled"（水冷式）の略号である。艦艇に搭載される対空機銃として用いられ、陸軍向けの陸上用水冷型に比べて容量の多い冷却水タンクが装備され、塩害対策用に全体に防塩用の皮膜処理が施されている他、各所の部品が船舶用黄銅（真鍮）製となっている。
W.C.モデルはM1921A1型でも引き続き使用され、長時間連射に対応するために銃身を肉厚の重銃身とした"W.C.,HB"（"HB"とは"Heavy Barrel"の略）モデルも製造された。
Cal.50 T1
M1921A1の発展改良型。給弾が左右どちらからでも可能になっていることがM1921との相違点である。
Cal.50 T2 / M1
1931年に開発されたT1の改修型。
1933年にはT2に更なる改修を加えた"Cal.50 T2E1"が開発されて制式化され"M2"となったが、T2も前年（1932年）にM2の開発完了/制式化以前に"Cal.50 M1"として制式化されている。しかし、直後にアメリカ軍当局は量産発注はM2に一本化する決定を下したため、T2がM1として発注、および部隊配備されることは無きままに終わった。
M2
1933年に制式採用され1934年より発注された、M2としての最初の量産型。銃身は水冷式。
M1921とは給弾口が左右両用式となっていること、水冷式バレルジャケットが機関部に対して偏芯しておらず（円筒の上下端は機関部の上下端と面一になっている）、前端に銃身先端部が露出していない（"muzzle radiator"も装着されていない）点が異なる。
M2 W.C.
海軍向け水冷銃身型。艦艇に搭載される対空機銃として用いられたもので、M1921 W.C.同様に大容量冷却水タンクを装備し、塩害対策が施されている。
M2 HB
M2の水冷式の銃身冷却装置を廃したもの。"HB"とは"Heavy Barrel"、“重量型銃身”を意味する。水冷に代わり肉厚の銃身とすることで銃身の過熱に対する耐久性を向上させたもので、1938年より本格的に調達されると水冷型に替わって標準的なモデルとなった。後に水冷型のM2が使われなくなるとこちらのHB型の方が単に"M2"と呼ばれるようになり、"Cal.50 M2"といえばこのモデルを指すようになった。
なお、極初期の生産分はバレルジャケットの冷却孔が円形ではなく長円形になっている(画像)。
M2E1
M2 HBの撃発機構を電磁（ソレノイド）式とした車載型。M55四連装対空機関銃架や、これを車載化したM16対空自走砲のM45対空銃架や、2挺のM2と1門の37mm機関砲を混載したM42またはM54対空銃架を備えたM15対空自走砲といった自走対空砲の備砲、T42中戦車（M47中戦車の試作型）やM41軽戦車の試作型と初期生産型などの主砲同軸機関銃、M48パットンの銃塔機銃やM1エイブラムスの車長展望塔用機銃として用いられた。
M2E2
FNハースタル社により開発されたFN M2HB-QCB（後述）モデルのアメリカ軍名称。
M2A1
M2E2の制式名。2011年に採用され、アメリカ軍では同年から現役にある歩兵部隊向けM2の全数を-A2仕様に改修するプログラムを進めている。
輸出型
Colt MG 52 / MG 52A / MG52-2
M1921およびM2の輸出型。MG52Aは水冷型銃身を持つ。
Colt Browning Model 1924/1942
コルト社によるM2 / M2HBの輸出モデルの呼称。グアテマラに輸出された。
発展型
T27
ハイスタンダード社によって試作された発展型。発射速度の向上を目的としたもので、1944年1月から1945年3月にかけてT27/-E1/-E2/-E3/-E4/-E5/-E6/-E7と改良試作品が製造されてテストが繰り返されたが、作動不良と部品の破損に悩まされ、T27E4では毎分1,330発の発射速度を達成したものの、作動中の破損と作動不良が多すぎるとして計画中止となった。
T42
対空兵器の装備機銃として開発された発展型。毎分700発の発射速度を持つことが要求され、AN/M3の設計を採り入れて開発された。高速連続射撃に耐えるために肉厚の重銃身としたやや短い銃身を持つ。試作のみで制式採用はなされずに終わった。
M85
ジェネラル・エレクトリック社がM2の後継としてM2の設計を発展させて開発した50口径重機関銃。まず車両搭載用として開発され、M60戦車とLVTP7水陸両用装甲車に搭載されたが、問題が多く、M2の後継とはならなかった。

XM806
ジェネラル・ダイナミクス社がM2の後継として開発を行っていた50口径重機関銃、2012年に開発が中止された。

国外生産型

K6
韓国の統一重工業が老朽化したM2の代替に設計した改良型。FN M2HB-QCBに準じたもので、銃身に把手を取り付けて銃身交換を容易にしたもの。1989年から韓国軍に配備されている。
FN M.1939
ベルギーのFN社が航空機搭載用に開発したM2の派生型。炸裂弾等を使用できるよう大口径化し13.2x99 mm弾仕様に変更、発射速度を1080発/分に向上させている。

Akan m/39(Automatkanon m/39)
M.1939のスウェーデンでの制式採用名称。
Akan m/39A(Automatkanon m/39A
スウェーデンのエリクソン社でライセンス生産されたm/39の制式名。
12.7 Lkk/42 VKT
フィンランドでコピー生産されたM.1939。口径と使用弾はオリジナルと同じ12,7x99 mm弾に再変更されている。銃身のヒートカバーが銃口部まであり、形状がベルグマン MG 15nAに似たスリット型になっていることがM2とは異なる。

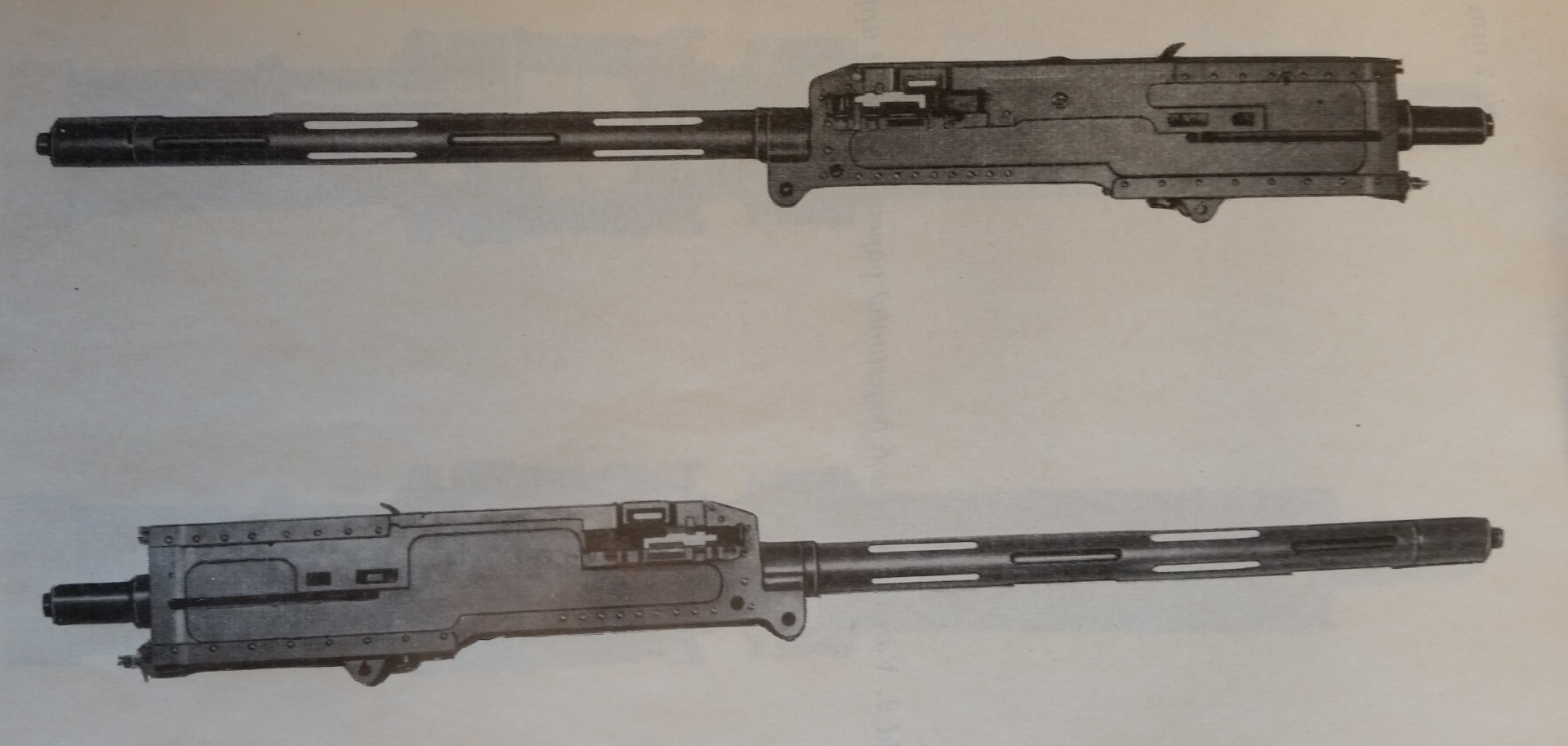
FN M.1939
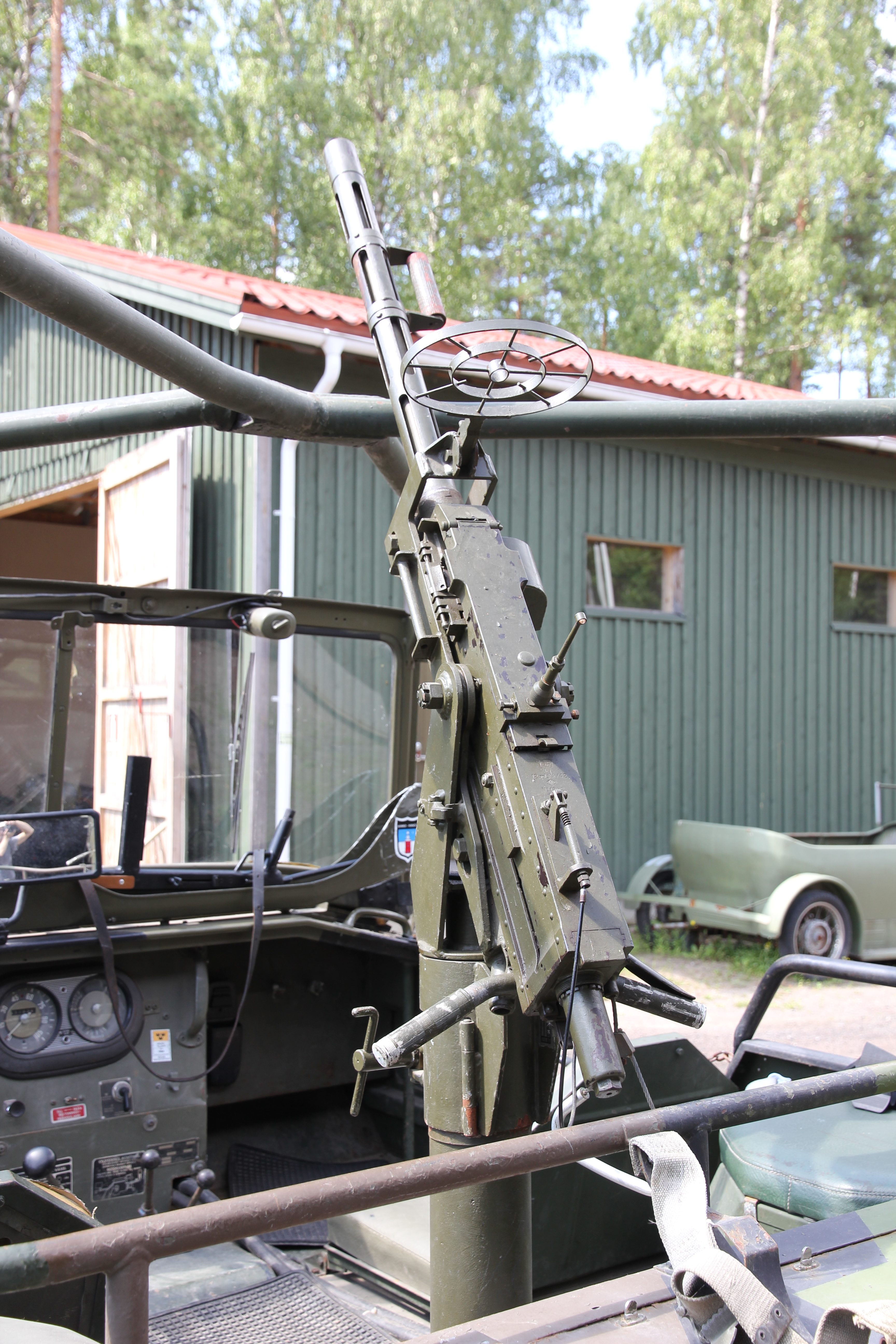
12.7 Lkk/42 VKT

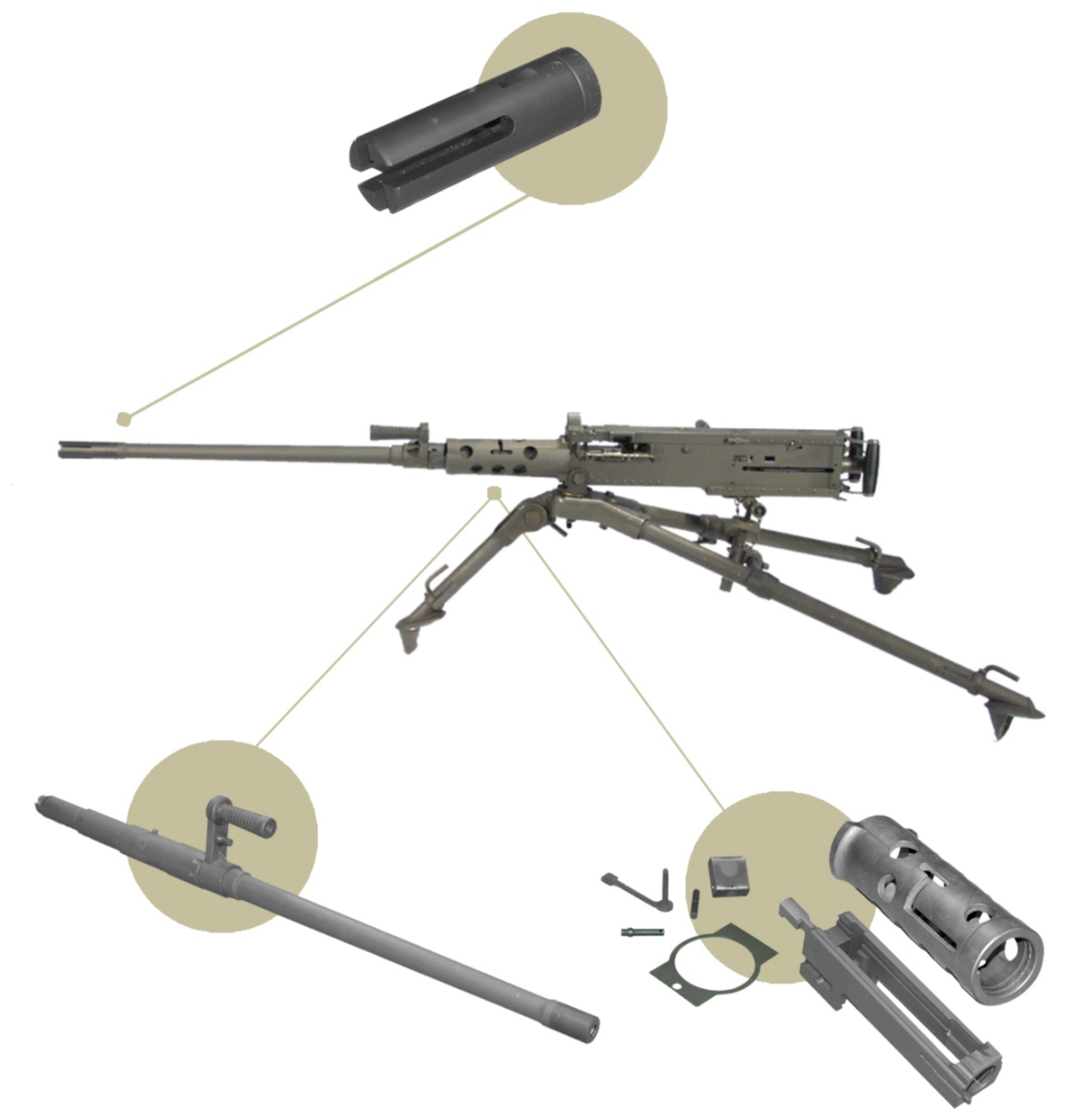
FN M2HB-QCB
FNハースタル社により開発された改良型。"QCB"とは"Quick Change Barrel"の略で、交換後の位置調整を必要としない形で銃身が交換できるようになっており、これにより迅速な銃身交換が可能となった。銃身部の根本にL字型のグリップがあることが外観上の特徴である。また発砲時の銃口焔を95パーセント削減できるフラッシュサプレッサーも導入された。
BRG-15
FN社がM2の後継に提案した改造型。15.5x106mm弾を使用。

### AN/M2

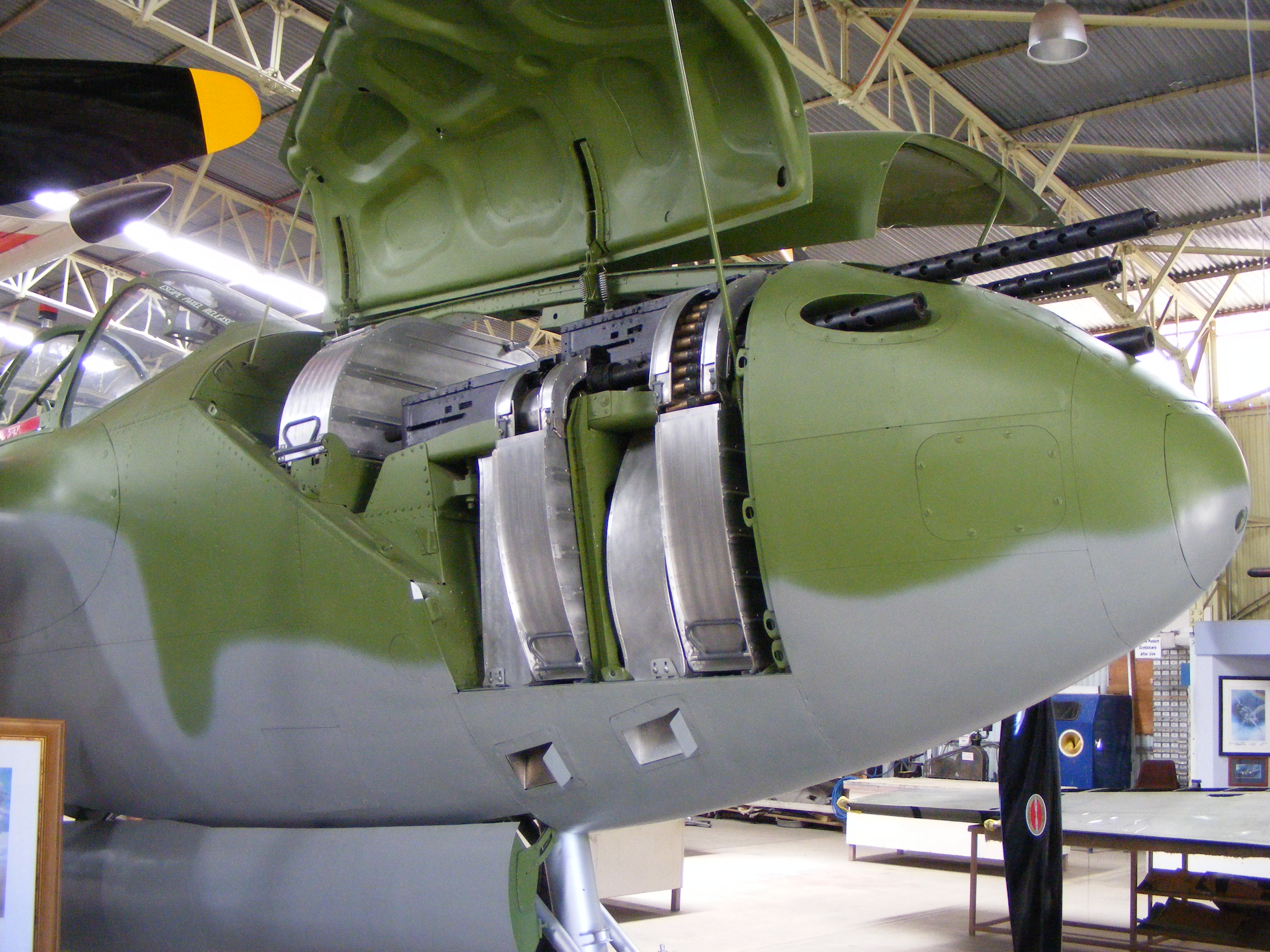
P-38 ライトニング 双発戦闘機の機首に搭載されているAN/M2

アメリカ軍において航空機搭載機関銃としての.50口径機関銃は、ブローニングM1917重機関銃の口径拡大型としてブローニング・ウィンチェスター.50口径重機関銃が開発された際に、同様にM1917の航空機搭載型であるM1918M1を.50口径に拡大改設計したものとして、"Aircraft Machine Gun, Model 1918, Cal.50"の仮名称で開発されていた。この空冷式機関銃は地上型のCal.50 M1918と同様、戦争の終結により本格採用も量産・配備もなされなかったが、地上型M1918が戦後に改修を加えて改めてM1921として制式採用された際に航空型M1918もM1921同様の改修が加えられ、「Cal.50 M1921E1」として制式採用された。
M1921E1は遠隔操作式の固定武装型(Fixed)と手動操作式の旋回機銃型(Flexible)が開発され、.30口径の航空機関銃と並んで戦間期のアメリカ製軍用機の武装として用いられたが、航空用としては重量があること、給弾方向が一方に限られること（機首に並列に搭載できず、翼内搭載も難しくなる）、弾薬が重くかさばること、発射速度の低さや射程距離の短さなどへの不満もあり、予算の問題もあって1923年から1933年の間に990丁しか調達されなかった。
1930年代に入り、地上型のM1921とその改良型であるM1921A1がM2に発展するにあたって、M1921E1からは地上 / 艦載型との互換性をある程度断念し部品の共通性が低いが大幅に軽量化して発射速度も向上させた航空機搭載専用のものが開発されることになった。これがM2の航空機搭載型であるCal.50 AN/M2で、"AN"とは"Army / Navy"、“陸海軍共通”を示す。
このような経緯から、AN/M2は地上型のM2から直接開発されたわけではなく、M2の派生型ではあるが開発系統は別個のものである。作動機構や基本的な内部構造は地上型のM2とほぼ同様だが、部品には完全な共通性はなく、発射速度は毎分600-800発、もしくは毎分700-850発に向上されている。地上型に比べレシーバーの板厚を薄くするなどして全体的に軽量化されており（M2の38kgに対しAN/M2は28kg）、機関部前端の形状が異なることと、バレルジャケットが銃口部まであることが外見上の識別点である。

AN/M2には銃架に架載されて地上型のM2と同様のスペードグリップ/手動トリガーを用いて射手が操作する手動操作型と、電磁式トリガーに対応した撃発システムを用いて戦闘機の主翼や機首に装備され、コックピットからの遠隔操作で発射できるようになっている固定搭載型の2種類があり、P-47 サンダーボルトやB-17といったアメリカ軍戦闘機や爆撃機などに広く搭載された他、ベトナム戦争においてはヘリコプターなどにも搭載された。

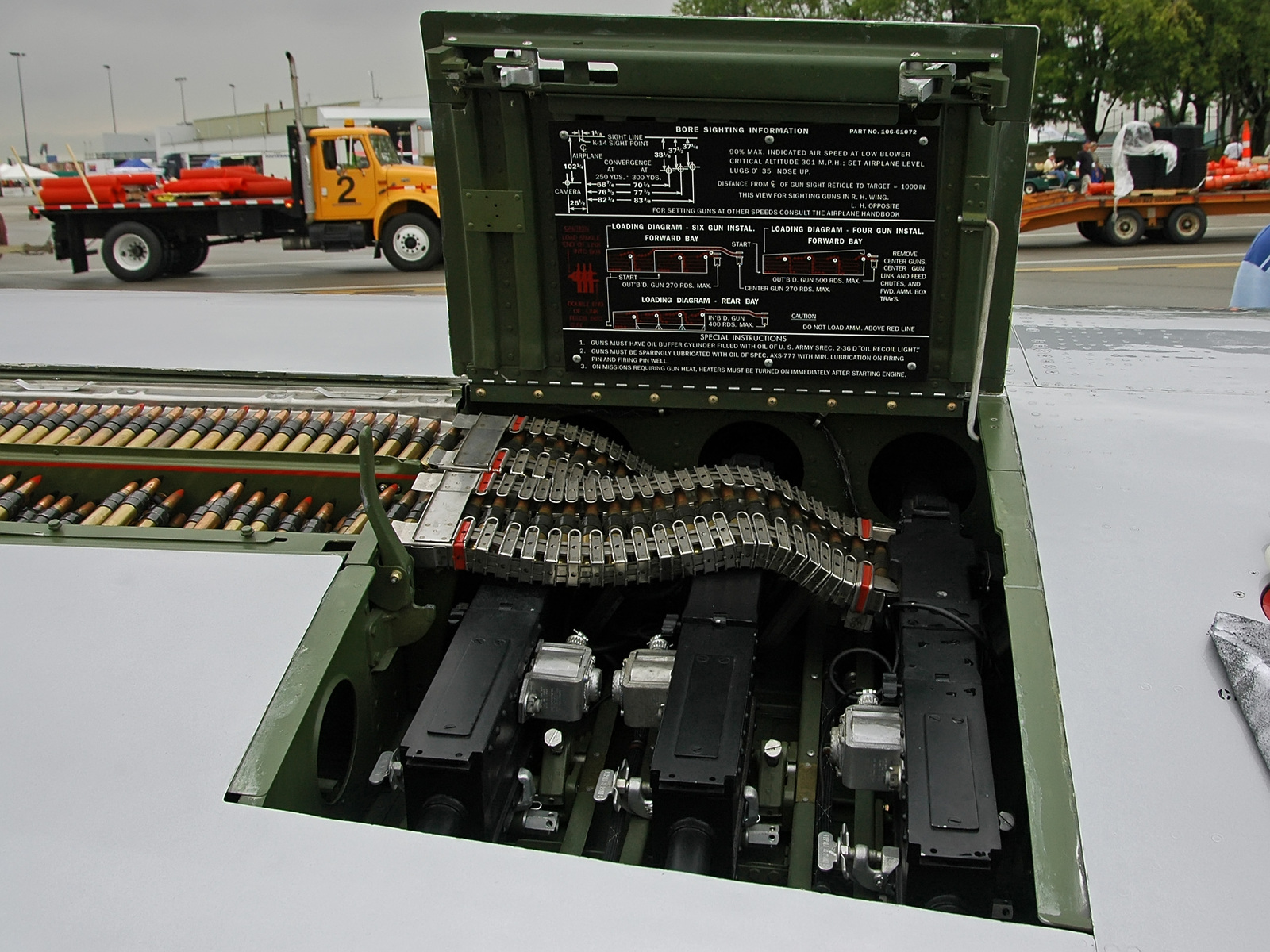
P-51Dの主翼内に搭載された3基のAN/M2と給弾ベルト
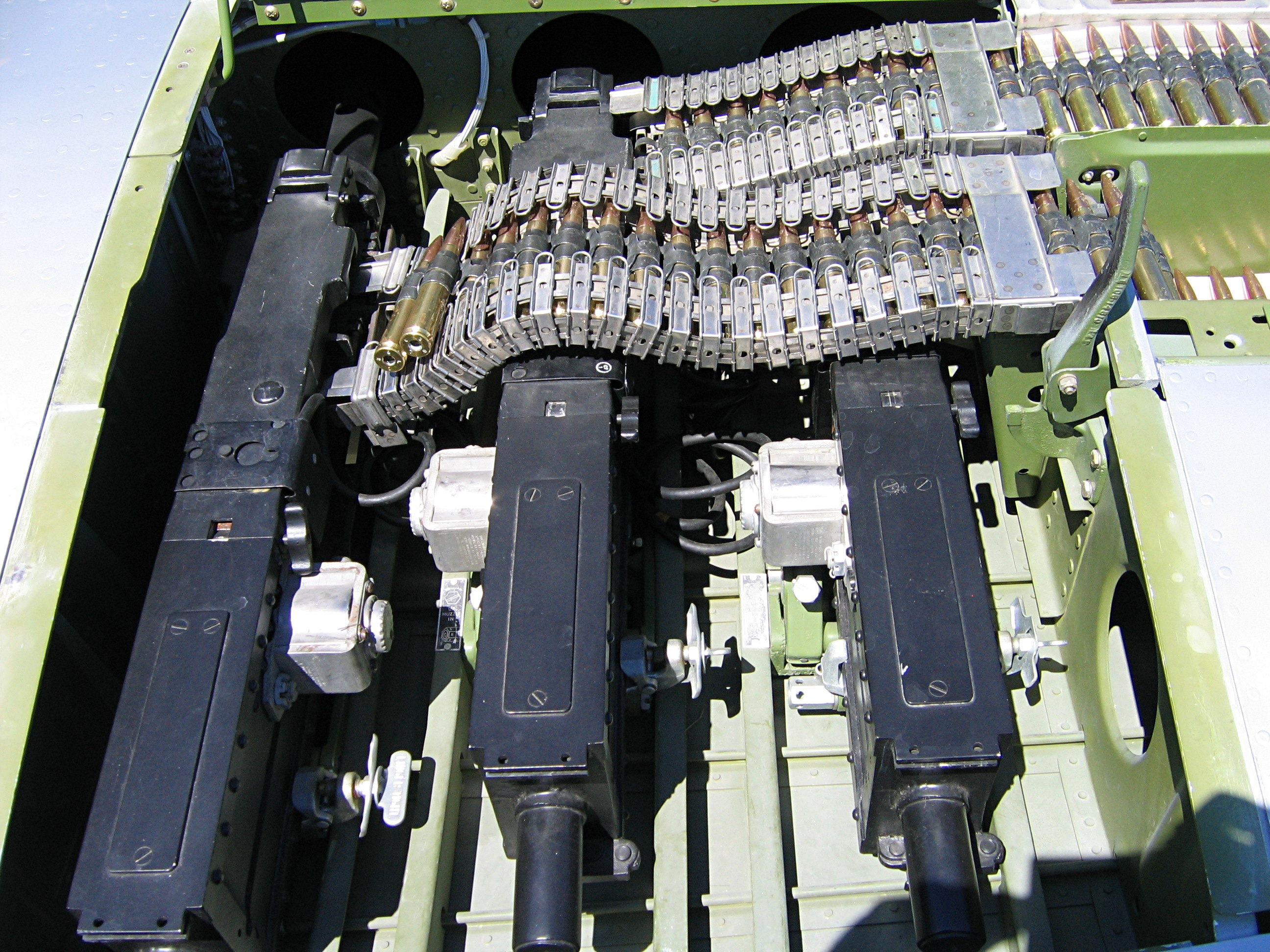
P-51の主翼内機銃装備部
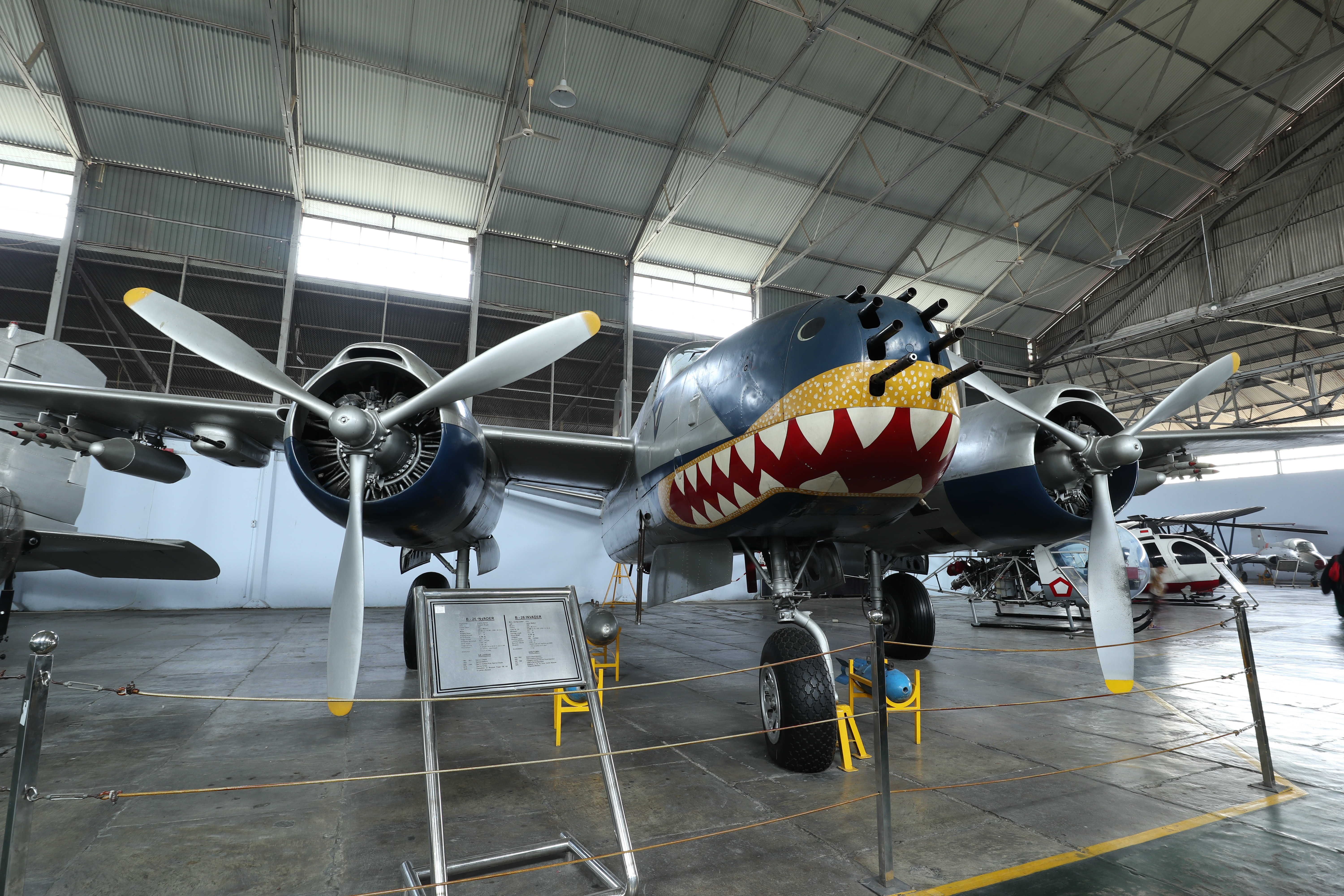
A-26攻撃機の機首爆撃手席を撤去しAN/M2を8連装で搭載した低空攻撃仕様、翼下にもAN/M2を連装にしたガンポッドが見える
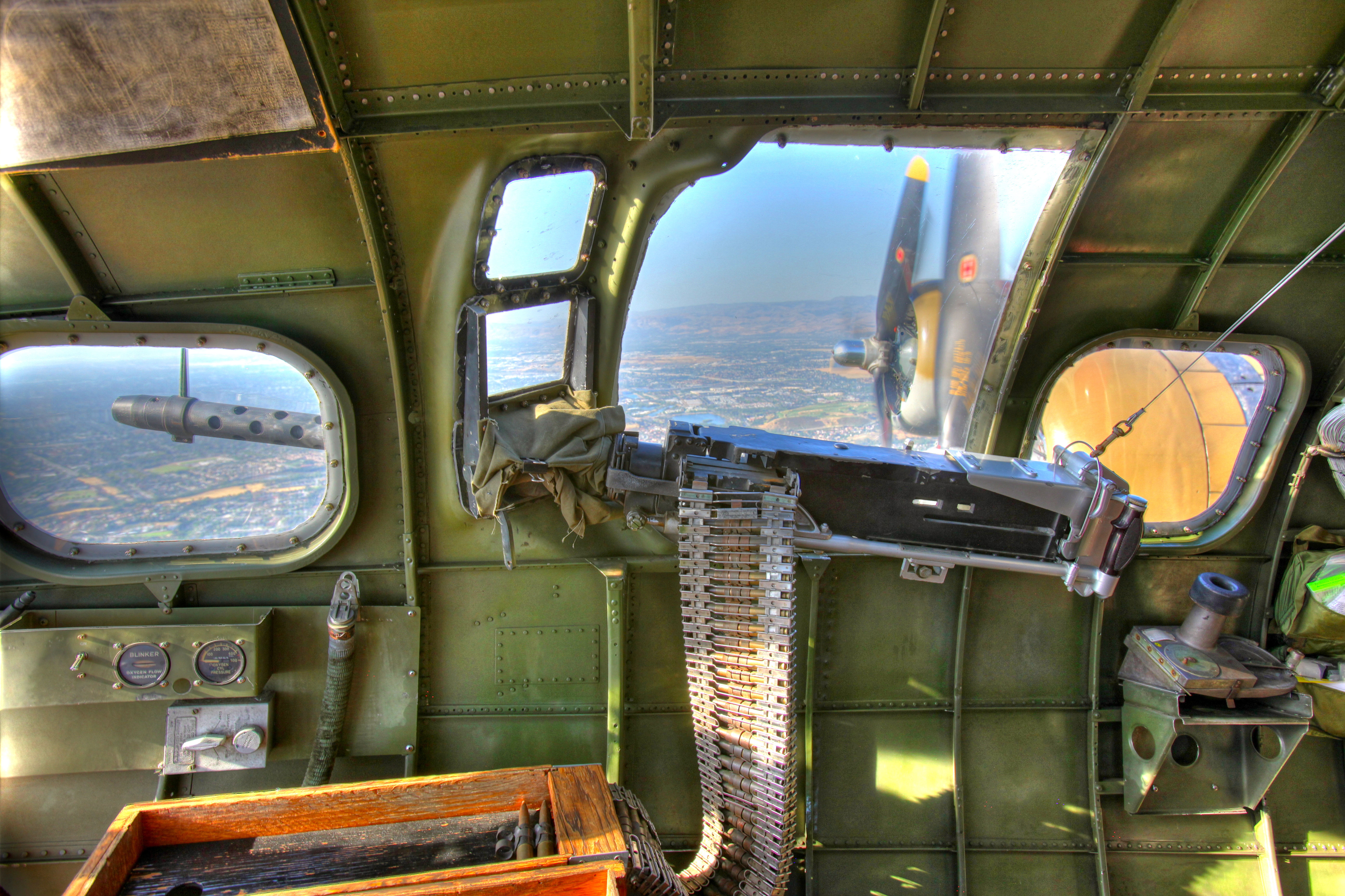
B-17の機首側面銃座（右舷側）のAN/M2
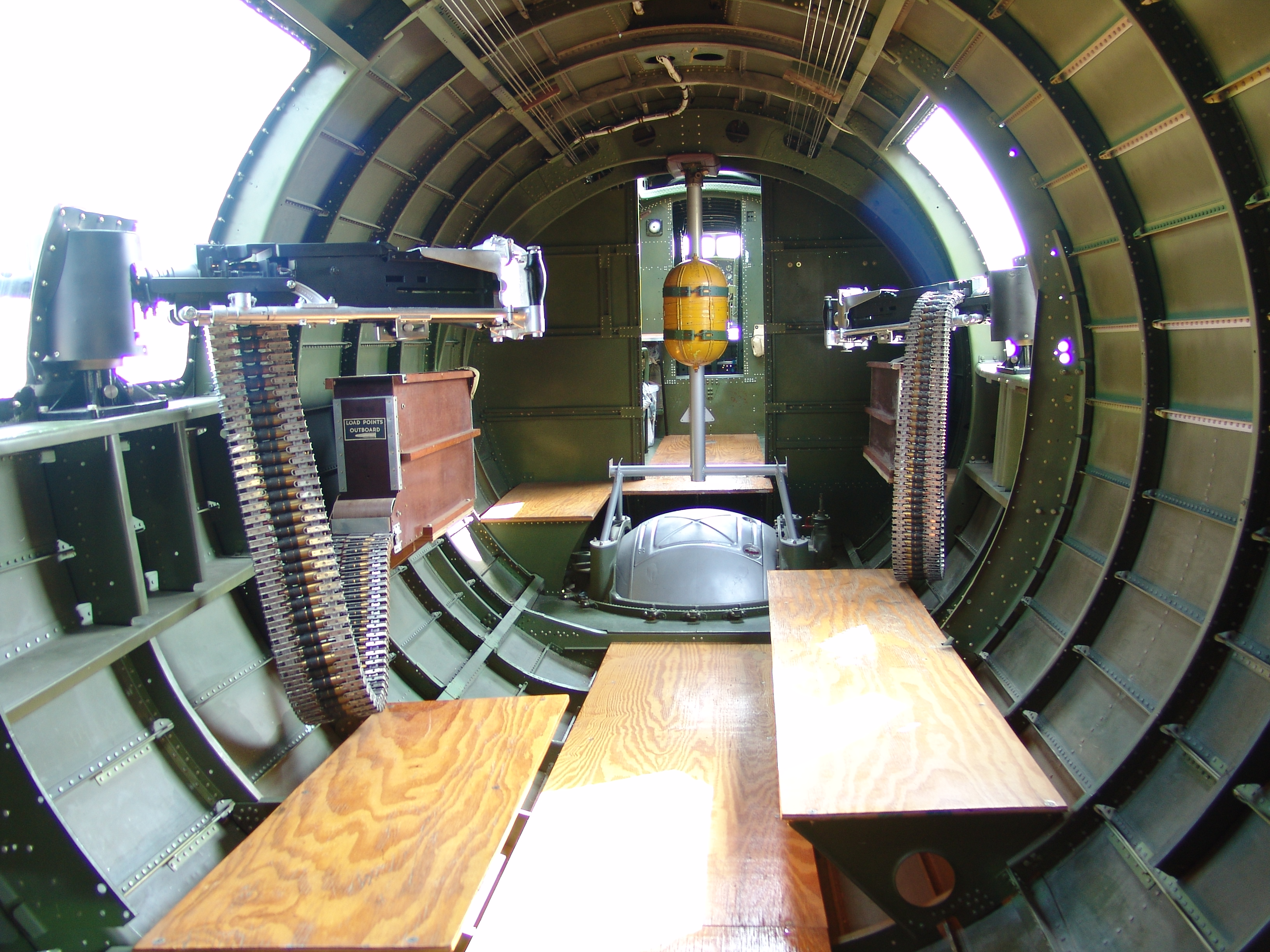
B-17Gの後部胴体銃座区画 左右両側面に単装のAN/M2が、底面には連装のAN/M2を装備する球形銃塔が配置されている
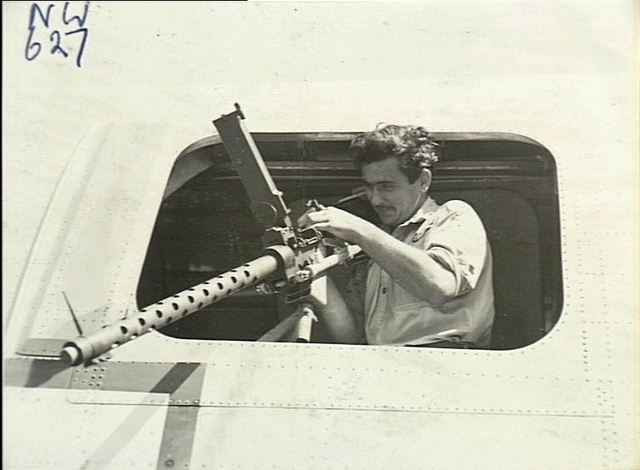
B-24 爆撃機の後部胴体側面銃座に装備されているAN/M2
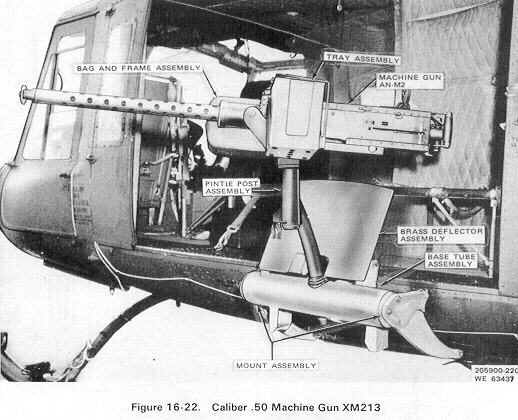
XM59 マウントによってAN/M2をUH-1Dに取り付けた、XM213ドアガンシステム

| 口径     | 0.50 in (12.7 mm)                                         |
| 全長     | 固定式：57.09 in (145.01 cm)、旋回式：56.4 in (143.26 cm) |
| 砲身長   | 36.0 in (91.44 cm)                                        |
| 総重量   | 固定式：61.4 lbs (27.85 kg)、旋回式：65.4 lbs (29.66 kg)  |
| 砲身重量 | 10.2 lbs (4.63 kg)                                        |
| 砲口初速 | 2,900 fps (884 m/s)                                       |
| 発射速度 | 700-850 rpm                                               |
| 弾頭重量 | M2 AP：706.7 gr (45.79 g)、M8 API：622.5 gr (40.34 g)     |

各型及び輸出型
Winchester caliber Cal.50 Aircraft Machine Gun Model 1918
原型。ブローニング M1917 7.62mm機関銃を航空機関銃用に改良したモデルであるcal.30 M1918M1を.50口径(12.7mm)に大口径化した拡大型。
Cal.50 M1921E1
1923年に採用されたModel 1918の制式型で、地上型M1921と同様の改修を施したもの。トリガーを電磁石もしくはワイヤーで作動させる固定装備・遠隔操作型の"Fixed"と手動トリガーを備えるスペードグリップがある銃架装備・手動操作型の"Flexible"の2タイプが存在する。
Cal.50 M1922 / M1923
.50 M1921E1をそれぞれ右側給弾(M1922)および部品の組み換えによる左右任意給弾(M1923)ができるように改造したもの。Cal.50 AN/M2の1次原型にあたる。
Cal.50 M1921E2
1932年から1933年にかけて開発された、.50 M1921E1の給弾方向を左右どちらからでも可能となるように変更した2次原型。細部の改修を施した後に"Cal.50 AM/M2"として制式採用された。
Cal.50 AN/M2
量産型。1933年に制式採用され、1934年より発注された。
Cal.50 AN/M2 Flexible
スペードグリップに手動トリガーを装備した手動操作型。
Cal.50 AN/M2 Fixed
電磁式トリガーを用いる固定搭載型。
海外型および輸出型
12,7 mm automatkanon m/45(12.7mm akan m/45)
スウェーデン軍における.50 AN/M2の制式名称。

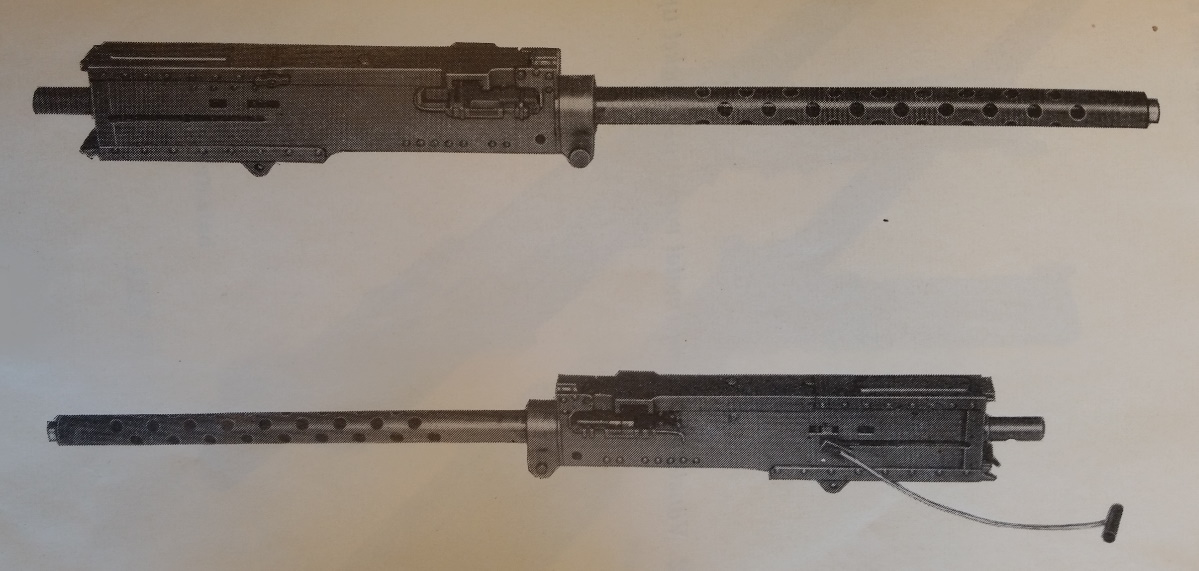
12.7mm akan m/45

Colt MG 53 / MG53A
.50 M1921E1およびM2の航空機搭載型（※輸出用の独自仕様で、AN/M2とは異なる）の輸出仕様の名称。
MG 53-2
MG 53のバリエーションの一つで、AN/M2に相当するモデル。フィンランドに輸出されたF2A戦闘機(B-239)に搭載されていた。
発展・改良型
T21
コルト社およびスプリングフィールド造兵廠によって試作された発展型。1940年から1942年にかけてテストが行われ、毎分1,200発の発射速度を達成した。
T22
ハイスタンダード社によって試作された発展型。1942年8月から1943年後半にかけてT22/-E1/-E2/-E3/-E4/-E5/-E6と改良試作品が製造されてテストが繰り返され、作動不良と部品の破損に悩まされたものの、毎分1,066発(T22)/1,219発(T22E2)/1,018発(T22E4)の発射速度を達成した。
T26
T22の発展改良型。T22より改造した試作品が製造されたのみにとどまる。
T25
フリッジデール社によって開発された発展型。1944年3月から1944年7月にかけてT25/-E1/-E2/-E3と改良試作が繰り返されてテストが行われ、T25E3では平均して毎分1,250発の発射速度を達成、1945年4月に"Cal.50 M3"として制式採用された。
T36
T22の開発/試験の結果を受けて設計された改良型。既存のAN/M2に適用する能力向上改修として計画され、発射速度を毎分100発程度向上させ、給弾能力の向上と作動不良の減少を達成するものとして完成した。この改修を適用したモデルには"(AN/)M2A1"の制式名が与えられることになったが、AN/M3の開発と製造/運用の切り替えが決定したため、限定的な存在に終わった。

### AN/M3

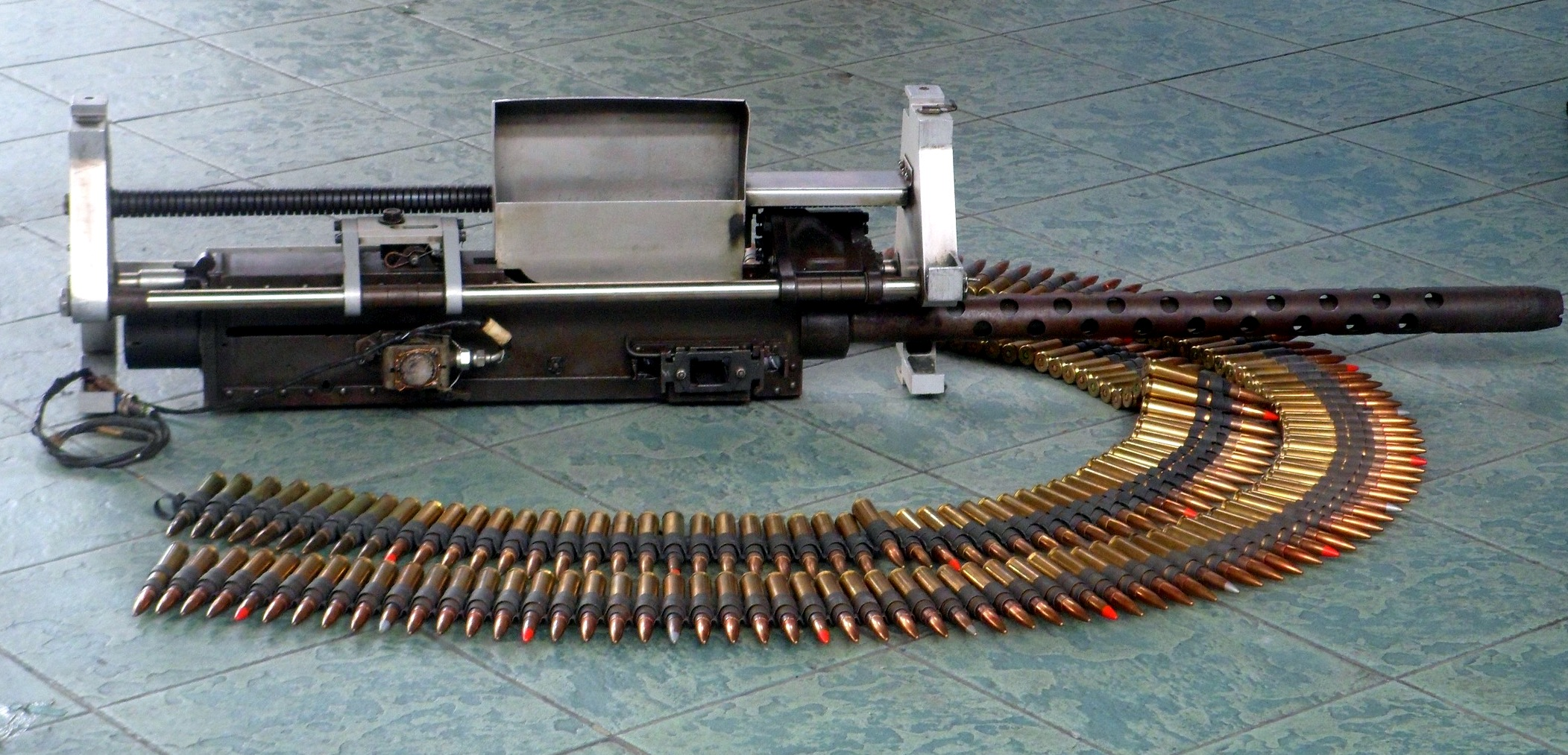
AN/M3
天地逆に置かれた状態で、AS-211 ウォリアー（アエルマッキ S-211ジェット練習機の武装型）の機体下面ガンポッド（Aerotech .50 Gun Pod）に搭載されているもの

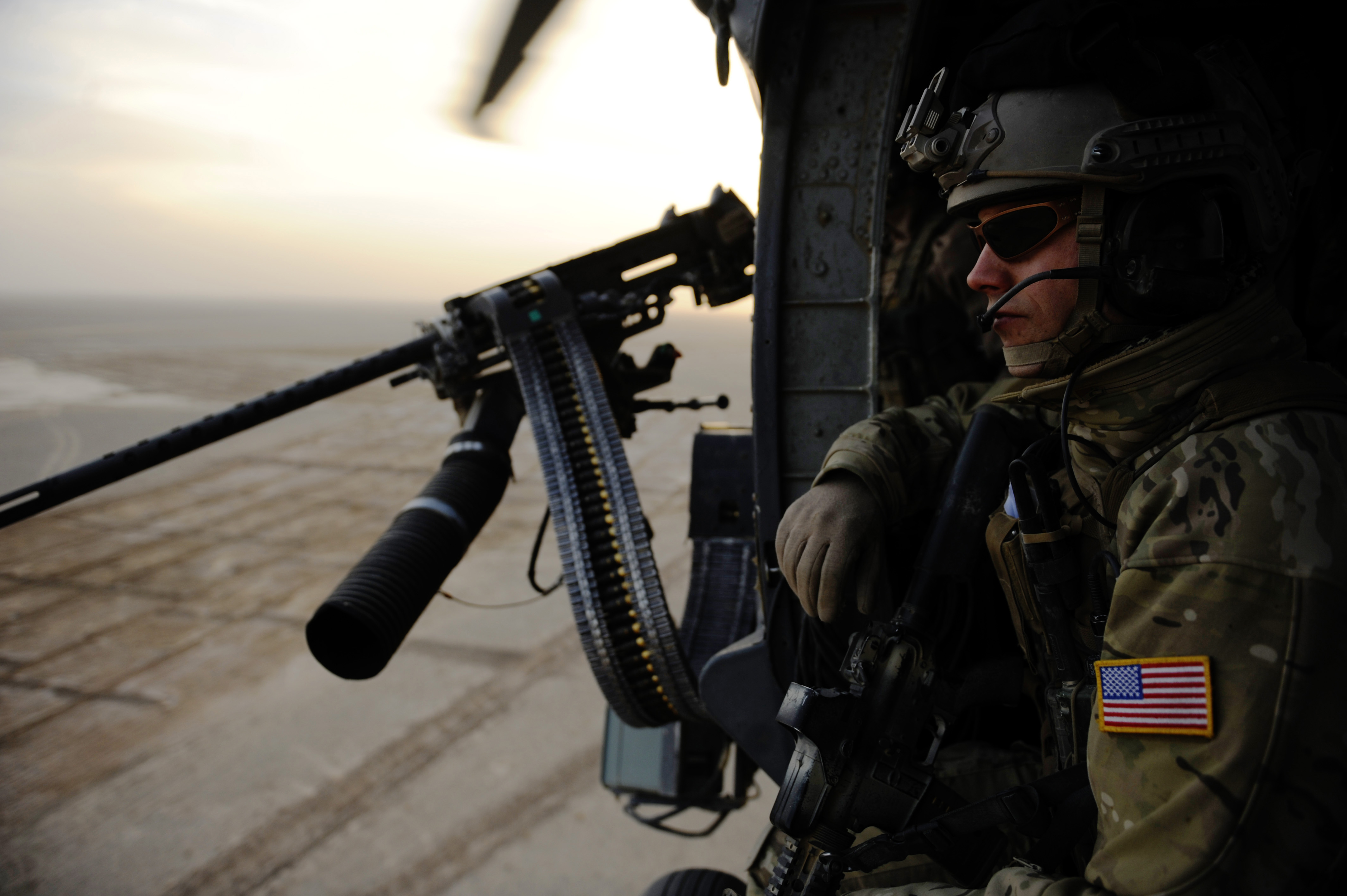
HH-60W戦闘捜索救難ヘリに搭載されたGAU-21

AN/M2の発展型。給弾速度および給弾信頼性の向上を図ったもので、内部構造の見直しと給弾機構の改良が図られ、電気モーターを用いた補助機構により発射速度を1,200発/分に強化しており、外観はAN/M2とはほぼ同型だが全面的な設計の見直しにより部品の共通性はわずかになっている。外観としては機関部後面のバッファーチューブがAN/M2に比べて大型化されている点が顕著に異なる。
AN/M3はF-86 セイバー他初期のジェット戦闘機の搭載武装として用いられた他、XM14/SUU-12 ガンポッドとしても使用された。また、AN/M3はM24 20mm機関砲と並んで大型爆撃機に防御機銃として装備された最後のものの一つでもある。後にはヘリコプターに搭載する“ドアガン”として有人で操作するものや、自走対空システム車両の副武装としても使用された。

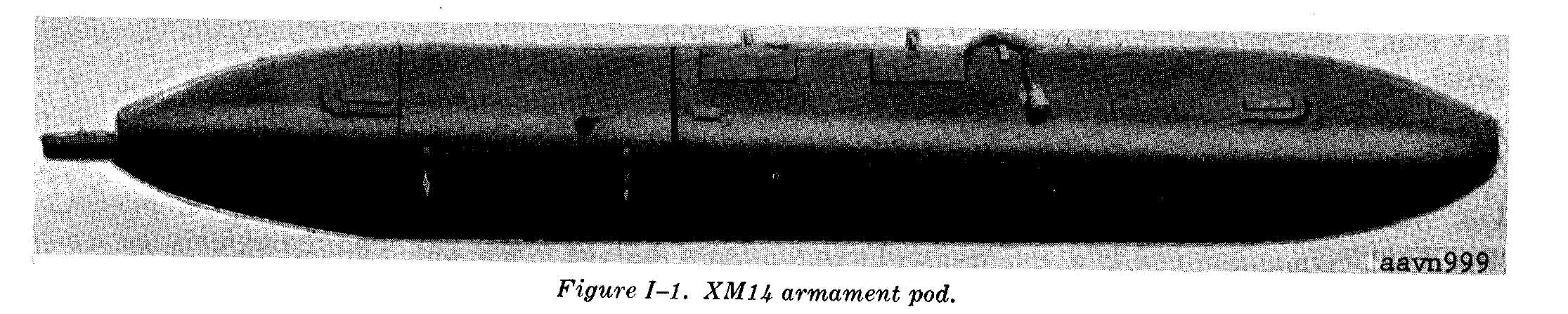
XM14/SUU-12 ガンポッド
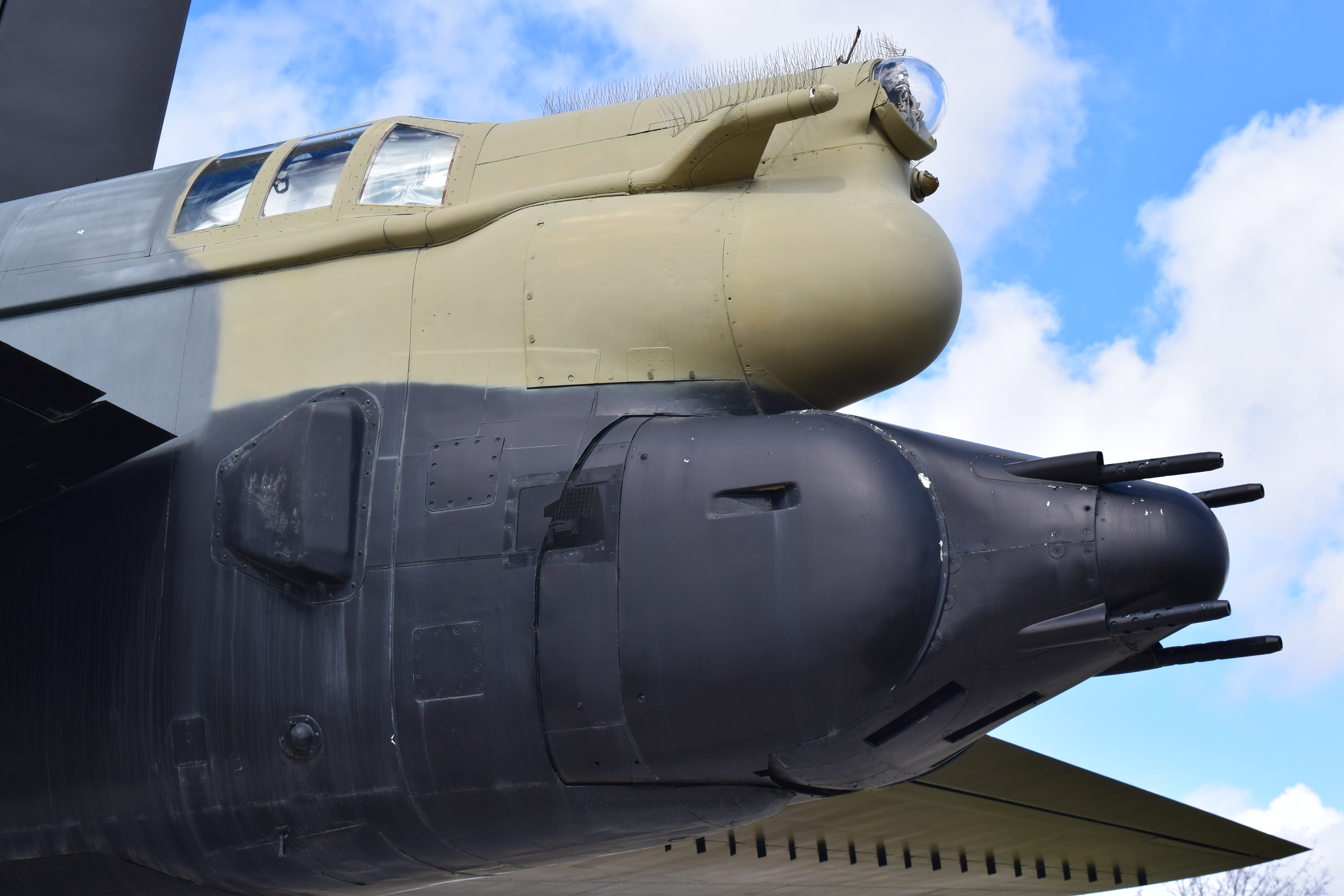
B-52D爆撃機の機尾銃座に装備されたAN/M3

| 口径     | 0.50 in (12.7 mm)              |
| 全長     | 4 ft 9.5 in (146.05 cm)        |
| 総重量   | 69 lbs (31.30 kg)              |
| 砲身重量 | 10.91 lbs (4.95 kg)            |
| 砲口初速 | 2,870 fps (875 m/s)            |
| 発射速度 | 1,150-1,250 rpm                |
| 弾頭重量 | 1.7 oz (48.19 g)               |
| 射程     | 5,350-7,275 yd (4,892-6,652 m) |
| 砲身命数 | 15,000発                       |

発展・改良型
T38
1945年にフリッジデール社によって開発されたM3の発展型。毎分1,500発の発射速度の達成が要求され、要求は満たせなかったものの、毎分1,450発の発射速度を達成した。
GAU-15/A(XM218)、GAU-16/A、GAU-18/A
AN/M3およびAN/M2を基に軽量化されたヘリコプター搭載型。A/A49E-11 副兵装システム(armament subsystem. “防御兵装システム”(Defensive Armament System)とも）に架装するためのものとして開発された。GAU-16/A(XM218)はGAU-15/Aの銃把と照準装置を改良したもので、GAU-18/AはMH-53“ペイヴ・ロゥ”およびHH-60“ペイヴ・ホーク”戦闘救難ヘリコプターの搭載武装として開発されたものである。
いずれも乗員が直接操作する方式で、GAU-18/AはHH-60においてはEGMS(External Gun Mount System. 外部銃架システム)の搭載兵装としても用いられている。
M3M/GAU-21
AN/M3を基にしたヘリ搭載型。FN社製。オープンボルト操作とデュアル反動バッファーシステムの使用により、毎分1,100発という発射速度を実現し、電気や油圧等の動力源に依存せずに動作する。デュアルスペードグリップにより、バースト射撃と持続射撃の制御を向上させ、金属製の弾薬ベルトガイドシステムにより、給弾不良を減少、航空機と乗員の安全性を高めるためにリンク収集システムを備えている。M134ミニガンよりも射程、精度、威力に優れ、HH-60やUH-1Y、V-22等の航空機に搭載され、米海空軍、米海兵隊で採用されている。
M3P
AN/TWQ-1 アベンジャー防空システムに搭載するために開発された、FN社製のAN/M3の発展型。発射速度が950発/分と1,100発/分の選択式となり、銃口部に大型の筒形フラッシュハイダーが装着された。給弾方式は機械式のメタルループ方式となっている。FN HMPガンポッドにも搭載される。

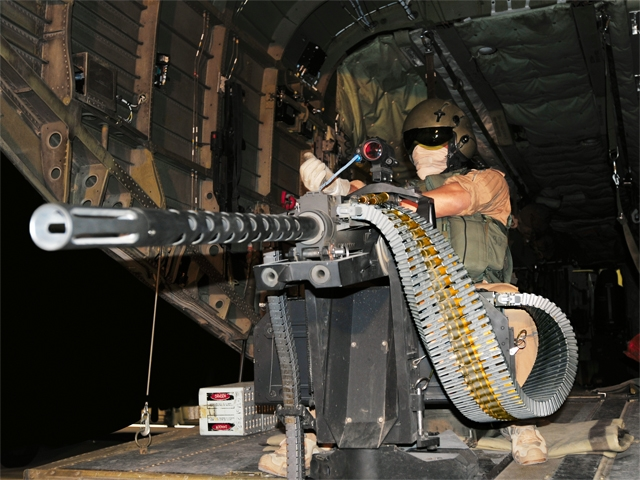
CH-53GS大型ヘリコプターの後面ランプ内に設置されているM3M
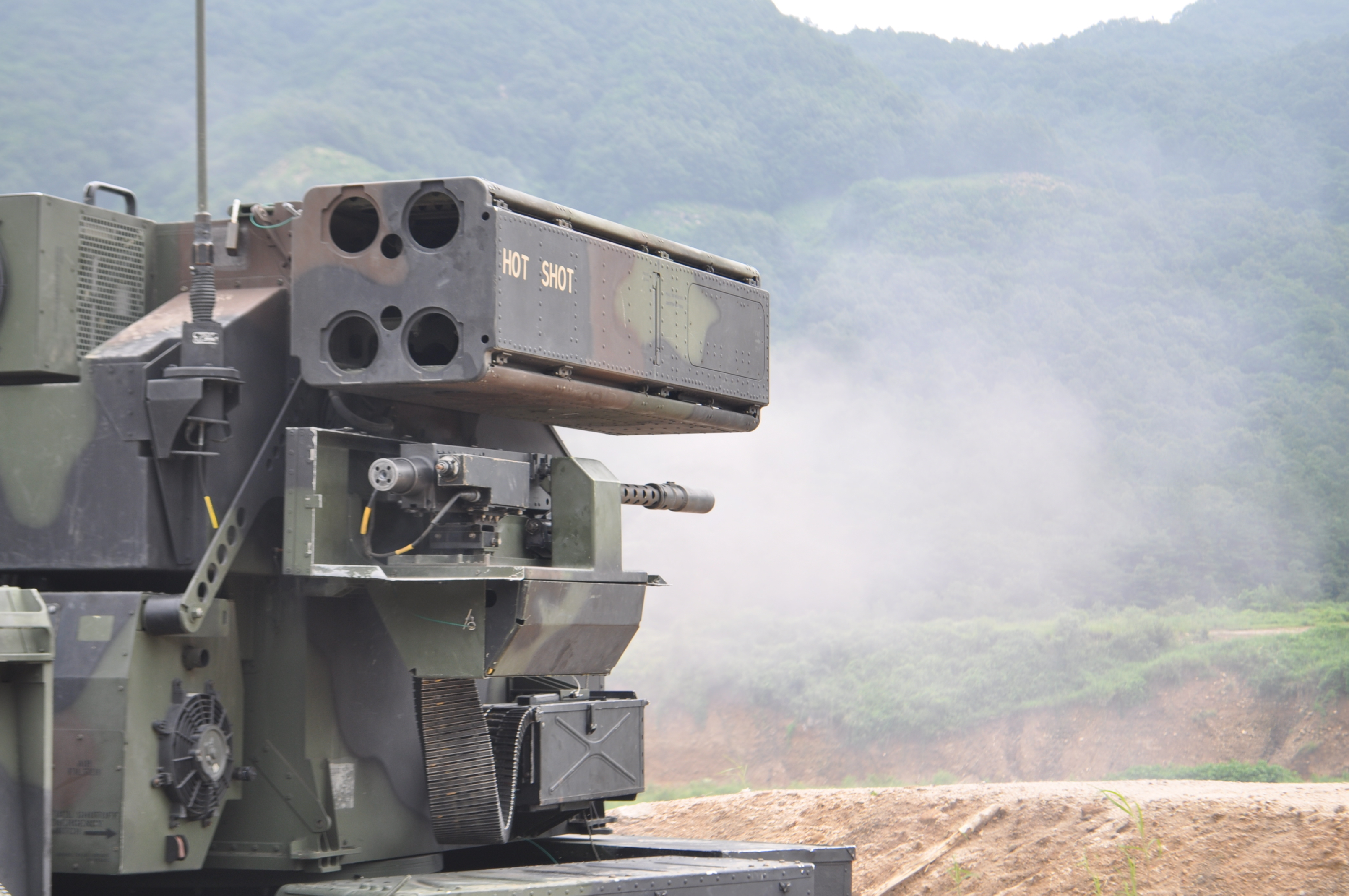
アベンジャー防空システムに搭載されているM3P コッキングレバー部に遠隔操作用のユニットが装着されている。
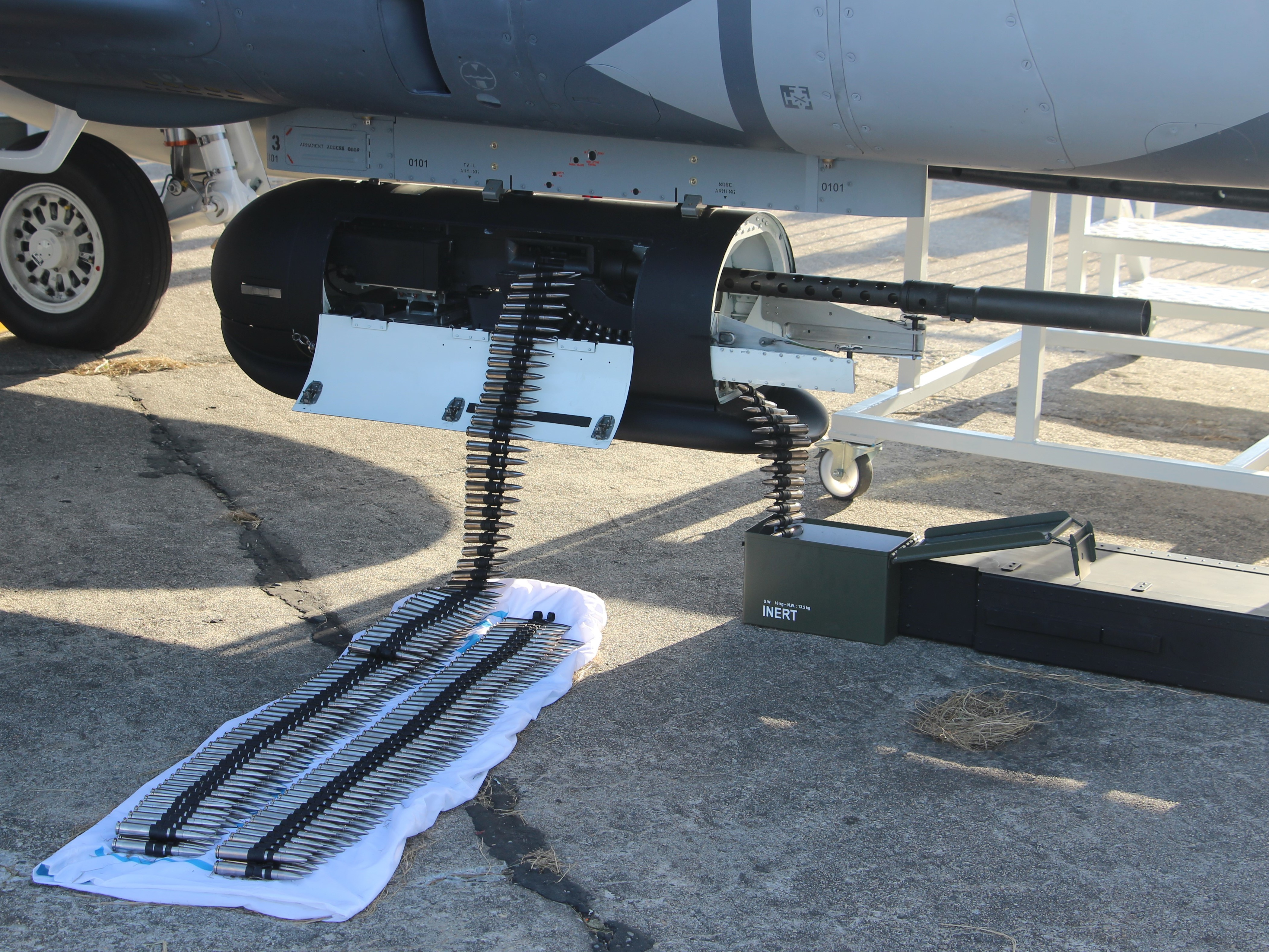
HMP 400ガンポッドに内装されているM3P

## 銃架
各種銃架が制式化されている。
M3三脚架
三脚（トライポッド）式の銃架。M2重機関銃の基本銃架であり、もっとも多用されている銃架である。重量は約20kgで本体重量（38kg）も相まって12.7mmの強烈な反動を吸収している。
M1対空銃架
M3三脚架に支柱と補助脚を付けた高射用銃架。しかし、安定性が悪く、後にM63が制式化されると退役していった。
M63対空銃架
WW2後に設計された新型の銃架で、トリガーハンドルの位置を変える事で地上用と対空用に対応する。脚部は十字型の四脚構造になっていて安定性が高い。
M3対空銃架
M3三脚架と名称は同じであるが別物である。水冷式のM1921重機関銃用に造られた対空銃架で、後方に梯子状の取っ手が付いて、バレルジャケットの上に専用の照星と照門が付属している。
M46連装対空銃架
これもM3対空銃架同様、水冷式のM1921を並列にマウントする対空銃架である。艦艇用に使われている。
M35車載銃架
車両搭載用の単脚銃架。ジープや小艦艇などに使われている。
M46車載銃架
車両搭載用のリングマウント。トラックやハーフトラックの防御火器として使われる。リングに沿って全周射撃が可能。
M33連装対空銃架
爆撃機の旋回機銃塔から発展した連装銃架。M13対空自走砲に用いられたが、すぐに砲門を倍加させたM45に取って代わられた。
M45/M55 四連装銃架
M16対空自走砲などに使われる四連装銃架。目的は対空用だが地上用にも転用され、凄まじい威力から「ミートチョッパー」との渾名がある。M45は車載用。M55は牽引式に与えられた制式名。
M205三脚銃架
M3に代わる、新型の三脚銃架。

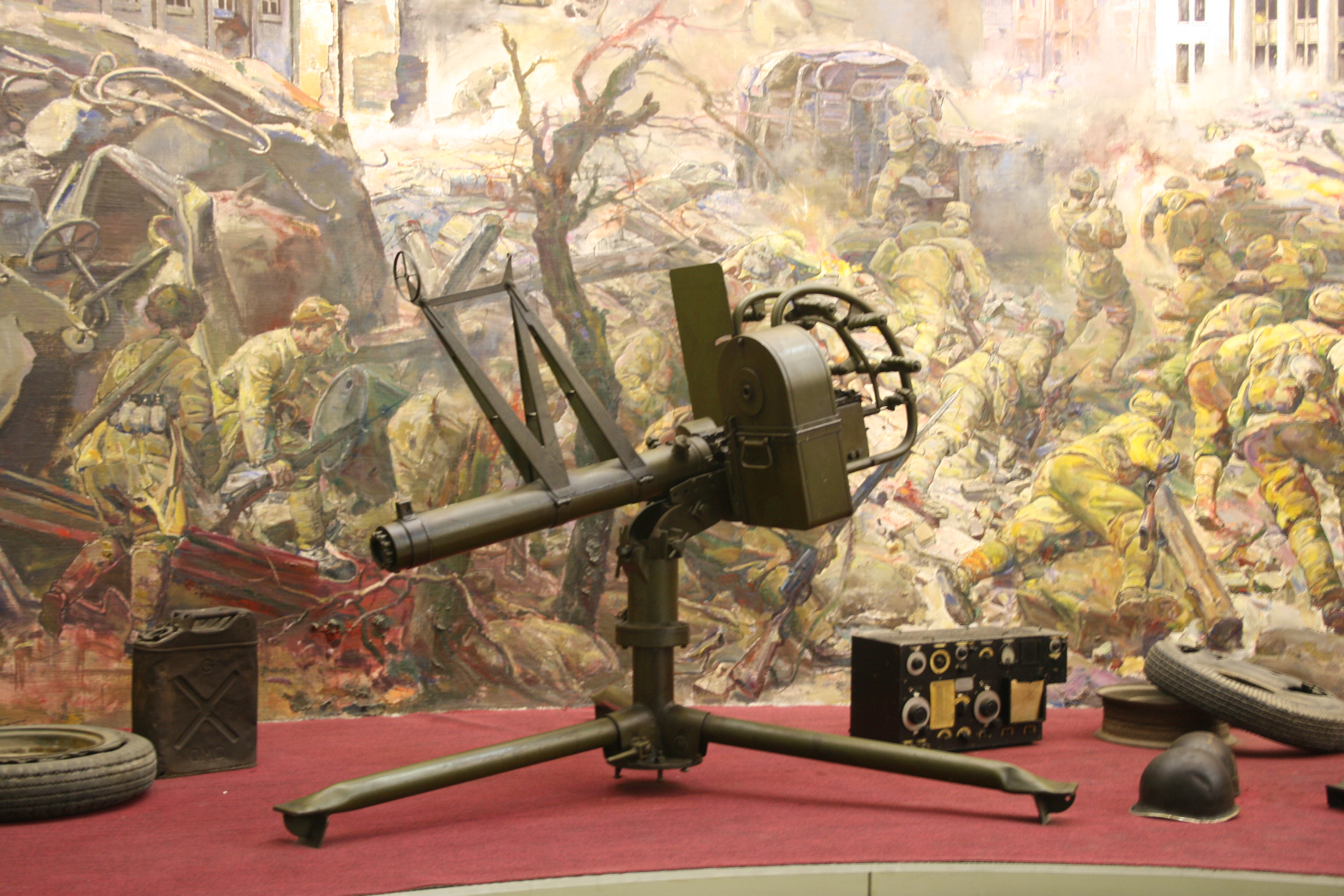
M3対空銃架に架装されたM2
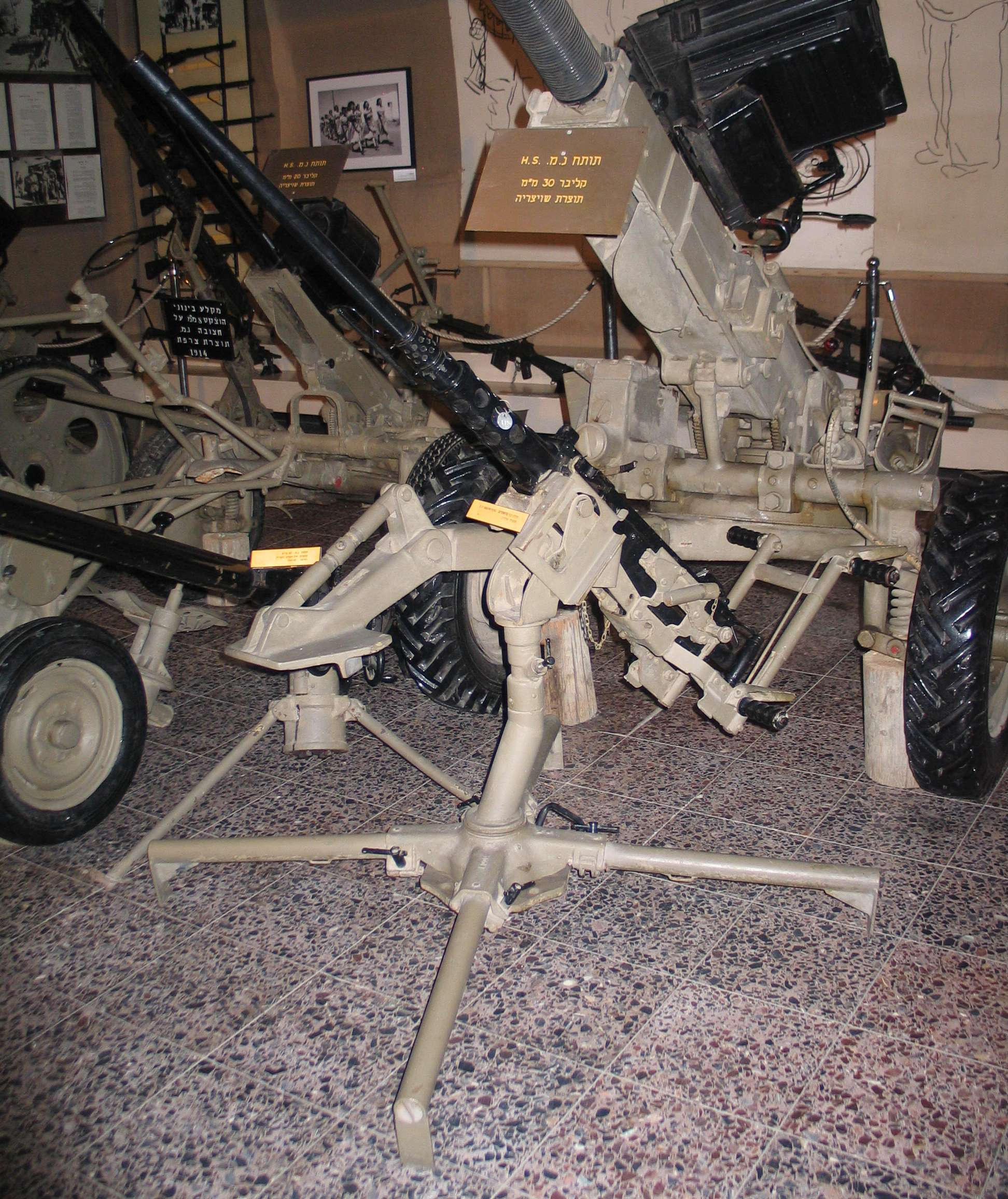
展開状態のM63対空銃架。トリガー位置は対空用にセットされている
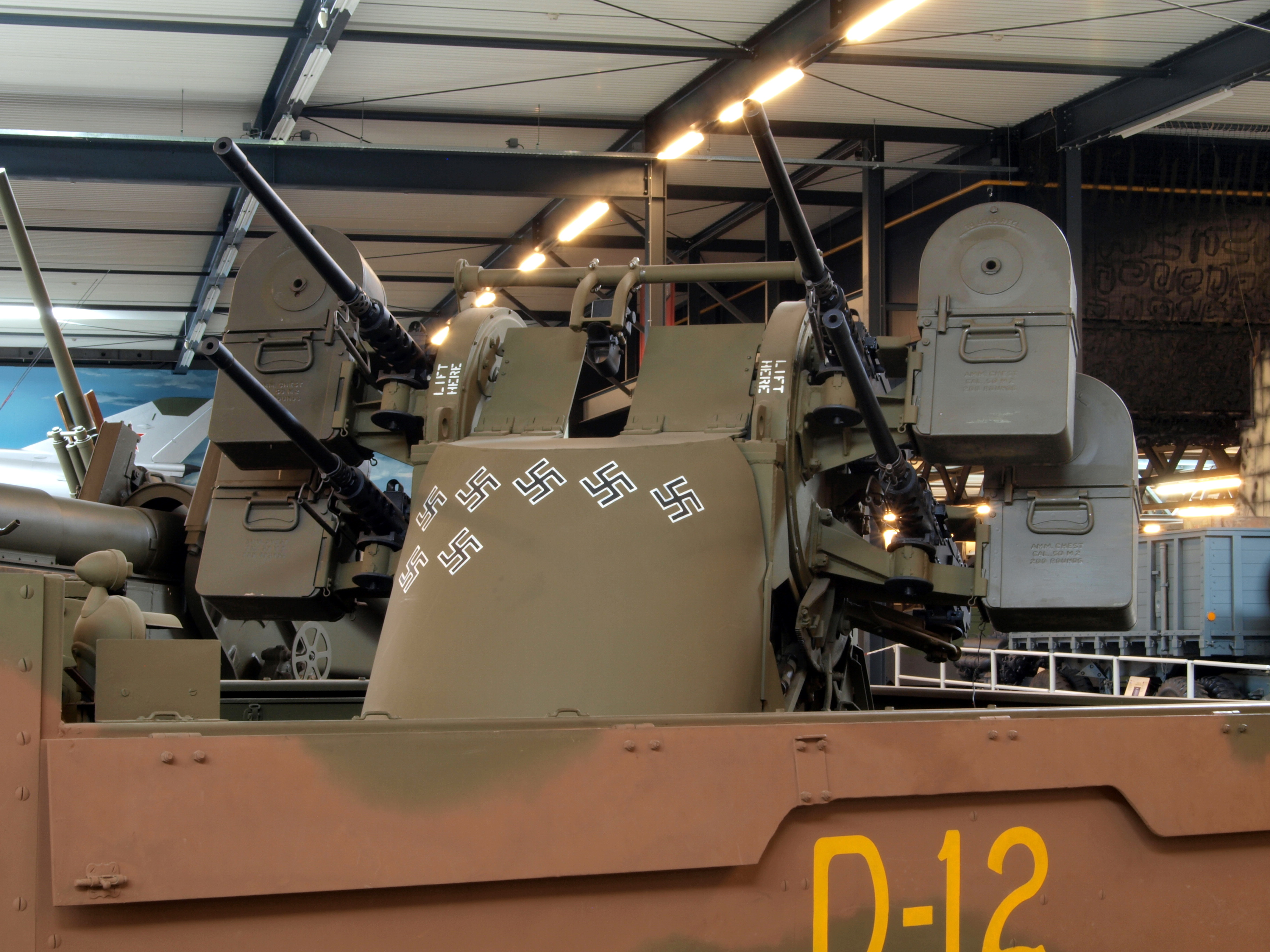
M16対空自走砲に搭載されたM45 4連装対空銃架